# Chiến dịch Neptune
Chiến dịch Neptune (mã hiệu: Halcyon), là mật danh của cuộc đổ bộ vào Normandie, chiến dịch đổ bộ đường biển kết hợp với đường hàng không của quân đội Đồng Minh ở Chiến dịch Overlord trong Chiến tranh thế giới thứ hai. Diễn ra vào thứ Ba, ngày 6 tháng 6 năm 1944 (thường được gọi là Ngày D), Neptune là chiến dịch đổ bộ đường biển lớn nhất trong lịch sử, được coi là tiền đề cho công cuộc giải phóng nước Pháp (và sau đó là Tây Âu) và đặt nền móng cho thắng lợi của phe Đồng Minh tại Mặt trận phía Tây.
Việc lập kế hoạch cho chiến dịch được bắt đầu vào năm 1943. Trong những tháng trước cuộc đổ bộ, quân đội Đồng Minh đã tiến hành nhiều hoạt động nhằm đánh lạc hướng tình báo quân đội Đức Quốc Xã, có mật danh là Chiến dịch Bodyguard, khiến giới chỉ huy Đức đau đầu khi không thể nắm rõ được thời gian và địa điểm thực của chiến dịch xâm lược sắp tới. Thời tiết vào Ngày D được báo cáo là rất xấu, nên toàn bộ chiến dịch đã phải hoãn lại 24 giờ. Bất cứ trì hoãn nào tiếp theo đồng nghĩa với việc cuộc đổ bộ phải lùi lại ít nhất hai tuần, vì các nhà lập kế hoạch Đồng Minh có những yêu cầu gắt gao về đêm trăng sáng và thủy triều hợp lý, những điều kiện chỉ có vài ngày trong mỗi tháng có thể đáp ứng được. Theo lệnh của Adolf Hitler, Thống chế Erwin Rommel được bổ nhiệm là Tổng chỉ huy Cụm tập đoàn quân B, đồng thời chịu trách nhiệm giám sát quá trình nâng cấp và sửa chữa Bức tường Đại Tây Dương sau khi có những báo cáo nghi ngờ về một cuộc đổ bộ sắp tới của Đồng Minh. Năm 1944, Tổng thống Franklin Roosevelt quyết định bổ nhiệm Đại tướng Dwight Eisenhower làm Tư lệnh Tối cao Đồng Minh của Lực lượng Viễn chinh Đồng Minh Châu Âu.
Chiến dịch đổ bộ đường biển được mở màn bằng những trận oanh tạc bằng máy bay và tàu chiến hải quân, và một cuộc đổ bộ đường không lớn của hơn 24.000 lính dù Anh, Mỹ và Canada, được thả vào phía sau phòng tuyến quân đội Đức vào sau nửa đêm ngày 5 tháng 6 (Ngày D-1). Các sư đoàn bộ binh và thiết giáp sẽ bắt đầu đổ bộ vào các bãi biển ở Normandie, Pháp lúc 6 giờ 30 phút sáng. Khu vực đổ bộ nằm trên đường bờ biển trải dài hơn 50 dặm (80 kilomét) và được chia thành năm bãi đổ bộ chính là Utah, Omaha, Gold, Juno và Sword. Gió lớn cùng khói dày đặc được tạo ra từ các đợt pháo kích đã góp phần làm lệch hướng đổ bộ của nhiều đơn vị về các khu vực phía đông so với vị trí đổ bộ dự kiến của Đồng Minh, đặc biệt là tại Bãi Utah và Omaha. Binh lính Đồng Minh phải đổ bộ dưới làn đạn của quân phòng thủ Đức, được bắn ra từ các ụ súng đặt dọc bãi biển, và bờ biển được bao phủ bởi các hệ thống chướng ngại vật như cọc chống tàu đổ bộ, nhím chống tăng, mìn chống tăng, mìn chống bộ binh,.. khiến việc dọn dẹp bãi biển để mở đường cho lực lượng đổ bộ gặp nhiều khó khăn và nguy hiểm. Thương vong ở Bãi Omaha là nặng nề nhất, khi quân đổ bộ phải đối mặt với các ổ đề kháng được đặt trên những vách đá cao, phần lớn vẫn còn nguyên vẹn sau những đợt ném bom và pháo kích lúc sáng sớm. Tại Gold, Juno và Sword, một số thị trấn đã bị phá hủy sau các cuộc giao chiến khốc liệt để giành giật từng khu nhà, dãy phố. Bãi Utah được ghi nhận thương vong của quân đổ bộ thấp nhất do họ đổ bộ lệch hướng về phía đông.
Quân Đồng Minh đã không đạt được phần lớn mục tiêu họ đề ra trong ngày đầu tiên. Carentan, Saint-Lô và Bayeux vẫn nằm trong tay quân Đức, và Caen, một mục tiêu chính của chiến dịch, được chiếm thành công vào ngày 21 tháng 7. Chỉ có hai trong số năm bãi biển (Juno và Gold) liên kết được với nhau trong ngày đầu tiên, và phải đến ngày 12 tháng 6, cả năm bãi biển được liên kết một cách hoàn toàn. Tuy nhiên, chiến dịch đã thành công trong việc tạo được một tiền đề vững chắc để có thể giúp quân Đồng Minh tiến công và mở rộng phạm vi kiểm soát trong những tháng tiếp theo. Thương vong trong Ngày D của quân Đức ước tính khoảng 4.000 tới 9.000 lính và thương vong của quân Đồng Minh được ghi nhận là ít nhất 10.000 lính, trong đó có 4.414 binh lính tử trận. Sau chiến tranh, nhiều bảo tàng, đài tưởng niệm và nghĩa trang chiến tranh đã được xây dựng trong khu vực và đón nhiều du khách đến thăm mỗi năm.

## Bối cảnh
Sau khi Đức Quốc Xã phát động chiến dịch xâm lược vào lãnh thổ Liên Xô vào tháng 6 năm 1941, Joseph Stalin, nhà lãnh đạo tối cao của Liên bang Xô viết, bắt đầu thúc giục các Đồng Minh mới của ông mở một mặt trận thứ hai ở Tây Âu. Vào cuối tháng 5 năm 1942, Liên Xô và Hoa Kỳ đã đưa ra một tuyên bố chung rằng "...đã đạt được những sự hiểu biết đầy đủ về các nhiệm vụ cấp bách để tiến tới việc thành lập một mặt trận thứ hai ở Châu Âu trong năm 1942." Tuy nhiên, Thủ tướng Anh Winston Churchill đã thuyết phục Tổng thống Hoa Kỳ Franklin D. Roosevelt hoãn lại các cuộc xâm lược như đã hứa vì ngay cả với sự giúp đỡ của Hoa Kỳ, họ vẫn sẽ không có đủ nguồn lực để mở một mặt trận mới ở Châu Âu lúc đó.
Thay vì quay trở lại Pháp ngay lập tức, khối Đồng Minh phương Tây lại chuẩn bị cho các cuộc tiến công ở Mặt trận Địa Trung Hải, nơi có các đơn vị Anh đóng quân. Đến giữa năm 1943, quân Đồng Minh dành được thắng lợi hoàn toàn ở Bắc Phi. Sau đó, họ tiến hành tấn công vào Sicily vào tháng 7 năm 1943, và sau đó đổ bộ vào Ý vào tháng 9 cùng năm. Tại thời điểm đó, Hồng quân Liên Xô đang tổ chức tấn công và giành được thắng lợi vang dội ở Stalingrad. Quyết định vượt Eo biển Manche để tiến hành một chiến dịch đổ bộ lớn trong năm tiếp theo đã được đưa ra thảo luận tại Hội nghị Trident, tổ chức tại Washington vào tháng 5 năm 1943. Các kế hoạch ban đầu được đưa ra trong hội nghị bị từ chối do số lượng tàu đổ bộ hiện giờ có hạn, và phần lớn lại đang tập trung cho các chiến dịch ở Địa Trung Hải và Thái Bình Dương. Tại Hội nghị Tehran vào tháng 11 năm 1943, Roosevelt và Churchill hứa với Stalin rằng họ sẽ mở mặt trận thứ hai vào tháng 5 năm 1944.

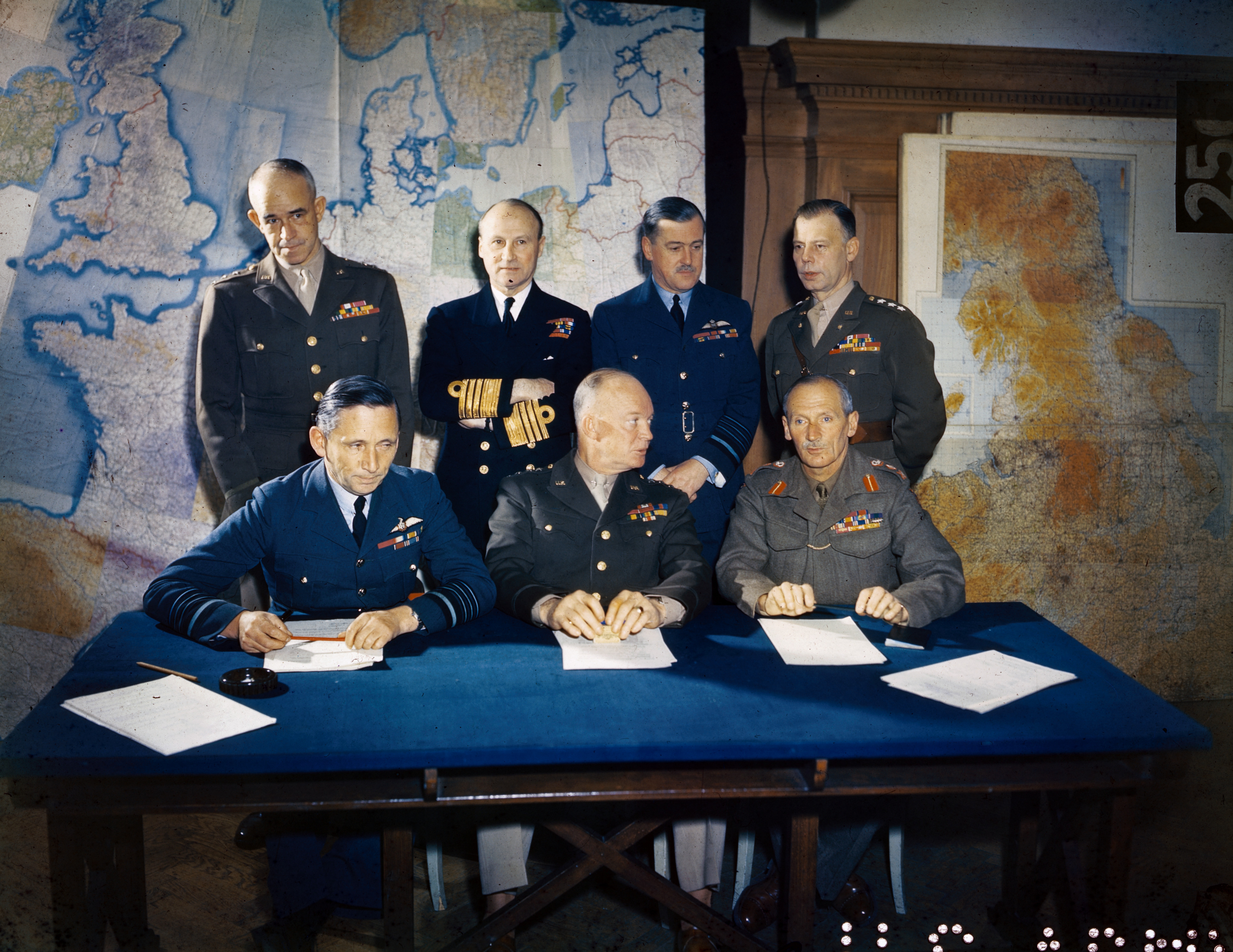
Các thành viên của Bộ chỉ huy Tối cao của Lực lượng Viễn chinh Đồng Minh (SHAEF), trong một buổi họp vào ngày 1 tháng 2 năm 1944. Hàng đầu: Đại tướng Arthur Tedder; Đại tướng Dwight D. Eisenhower; Đại tướng Bernard Montgomery. Hàng sau: Trung tướng Omar Bradley; Đô đốc Bertram Ramsay; Đại tướng Trafford Leigh-Mallory; Trung tướng Walter Bedell Smith.

Các nhà chỉ huy Đồng Minh bắt đầu xem xét kỹ lưỡng bốn địa điểm để thực hiện cuộc đổ bộ: Brittany, Bán đảo Cotentin, Normandie và Pas-de-Calais. Do Brittany và Cotentin là các bán đảo, lực lượng đổ bộ tại đây có thể dễ dàng bị quân Đức chia cắt và cô lập tại một khu vực tương đối hẹp, nên hai khu vực này đã bị loại bỏ. Pas-de-Calais, do là khu vực có vị trí ở lục địa Châu Âu gần với nước Anh nhất, nên nó cũng được người Đức coi là địa điểm đổ bộ hợp lý nhất và được tăng cường quân bảo vệ nghiêm ngặt nhất. Dù quân Đồng Minh có quyết định đổ bộ vào Pas-de-Calais, họ sẽ khó có thể thực hiện các chiến dịch tiến sâu vào trong đất liền một cách hiệu quả do khu vực được bao phủ bởi nhiều hệ thống sông và kênh đào. Trong khi đó, Normandie, nếu quân Đồng Minh thực hiện cuộc đổ bộ tại đây, họ có thể đe dọa trực tiếp tới khu cảng ở Cherbourg, các cảng ven biển xa hơn ở phía tây Brittany, và có thể tiến hành một cuộc tiến công về Paris và cuối cùng là vào Đức. Do đó, Normandie được chọn làm địa điểm đổ bộ chính thức. Điểm bất cập duy nhất tại khu vực ven biển Normandie là sự vắng mặt của các hệ thống cảng biển, và điều đó sẽ được khắc phục bằng các bến cảng nhân tạo Mulberry. Ngoài ra, hàng loạt xe tăng, xe thiết giáp đã được nâng cấp để đáp ứng các nhiệm vụ riêng biệt ở Normandie như rà phá bom mìn, tiêu diệt công sự hoặc chuyên chở cầu di động. Chúng  góp phần hình thành lên các lực lượng chuyên dụng đặc biệt, được biết đến là "Những gã hề của Hobart" (Hobart's Funnies), đặt theo tên của Thiếu tướng Percy Hobart, chỉ huy Sư đoàn Thiết giáp 79 Anh Quốc.
Quân đội Đồng Minh ban đầu dự định sẽ độ bộ vào ngày 1 tháng 5 năm 1944, và bản thảo về Chiến dịch Overlord đã được chấp thuận tại Hội nghị Quebec vào tháng 8 năm 1943. Đại tướng Dwight D. Eisenhower được bổ nhiệm làm Tư lệnh Tối cao của Lực lượng Viễn chinh Đồng Minh (SHAEF) và Thống chế Bernard Montgomery được bộ nhiệm làm chỉ huy Cụm tập đoàn quân số 21, bao gồm toàn bộ lực lượng mặt đất sẽ tham gia vào chiến dịch xâm lược. Ngày 31 tháng 12 năm 1943, Eisenhower và Montgomery xem qua bản thảo đầu tiên của chiến dịch, sẽ bao gồm ba sư đoàn bộ binh và 2/3 lực lượng của một sư đoàn không vận để thực hiện cuộc đổ bộ. Hai vị tướng lập tức đề nghị mở rộng quy mô lực lượng lên năm sư đoàn bộ binh và ba sư đoàn không vận, để có thể tiến hành chiến dịch trên mặt trận rộng hơn. Quy mô mặt trận được tăng lên từ 40 kilomét lên 80 kilomét, sẽ giúp việc vận chuyển binh lính, trang thiết bị và hàng hóa lên bờ nhanh hơn, và sẽ khiến quân Đức khó triển khai phòng thủ và đẩy nhanh tiến độ chiếm đóng cảng ở Cherboug. Việc mở rộng chiến dịch đồng nghĩa với việc quân Đồng Minh cần phải có thêm nhiều xuồng đổ bộ hơn, do vậy, chiến dịch đổ bộ đã phải hoãn lại đến tháng 6. Theo kế hoạch chính thức, có tổng cộng 39 sư đoàn của quân Đồng Minh sẽ tham gia đổ bộ vào Chiến dịch Overlord, bao gồm 22 sư đoàn của Hoa Kỳ, 12 sư đoàn của Anh, ba sư đoàn của Canada, một sư đoàn của Ba Lan và một sư đoàn của Pháp Tự Do, với quân số tổng cộng là hơn một triệu người.

## Kế hoạch đổ bộ

Bản đồ ghi lại vị trí bãi đổ bộ và các đơn vị đổ bộ trong Ngày D của Chiến dịch Neptune.

Overlord được lấy làm tên cho chiến dịch xâm lấn và đánh chiếm lớn tại khu vực Normandie, nhằm thành lập một mặt trận chống Phát xít quy mô lớn tại Châu Âu. Giai đoạn đầu tiên là chiến dịch đổ bộ đường biển kết hợp đường không nhằm thiết lập một bàn đạp vững chắc để tiến sâu vào trong đất liền, có mật danh là Chiến dịch Neptune. Để tạo thế thượng phong trên bầu trời nhằm đảm bảo cho sự thành công của chiến dịch, quân Đồng Minh đã tiến hành một chiến dịch ném bom lớn, có mật danh Chiến dịch Pointblank, nhằm vào các nhà máy sản xuất máy bay, khu cung ứng nhiên liệu, và sân bay của Đức. Ngoài ra, một chiến dịch đánh lạc hướng quân Đức, có mật danh là Chiến dịch Bodyguard, đã được quân Đồng Minh tiến hành suốt nhiều tháng trước Chiến dịch Overlord để ngăn Đức biết được thời gian và vị trí thực của Chiến dịch Overlord.
Chiến dịch đổ bộ sẽ được mở màn bằng các cuộc đổ bộ của lính dù Đồng Minh gần khu vực Caen, ở sườn phía đông khu vực đổ bộ, để kiểm soát các cây cầu trên Sông Orne, và phía bắc Carentan ở sườn phía tây. Quân Mỹ sẽ đổ bộ lên hai bãi biển có định danh là Utah và Omaha, sau đó chiếm Carentan và Saint-Lô trong ngày đầu tiên, sau đó cô lập Bán đảo Cotentin và cuối cùng chiếm hệ thống cảng tại Cherbourg. Quân Anh ở hai bãi biển Gold và Sword, và quân Canada ở Juno, sẽ bảo vệ sườn phía đông của Mỹ và thiết lập các sân bay dã chiến gần Caen trong ngày đầu tiên. Một khu hành lang rộng lớn sẽ được thiết lập sau khi toàn bộ các đơn vị tại năm bãi đổ bộ hội quân được với nhau, sau đó sẽ tiến công đánh chiếm các khu vực ở phía bắc Avranches-Falaise trong ba tuần đầu tiên của chiến dịch. Đại tướng Bernard Montgomery dự tính toàn bộ chiến dịch sẽ kéo dài khoảng 90 ngày, tính đến thời điểm toàn bộ các đơn vị Đồng Minh tiến đến Sông Seine.

## Kế hoạch đánh lạc hướng

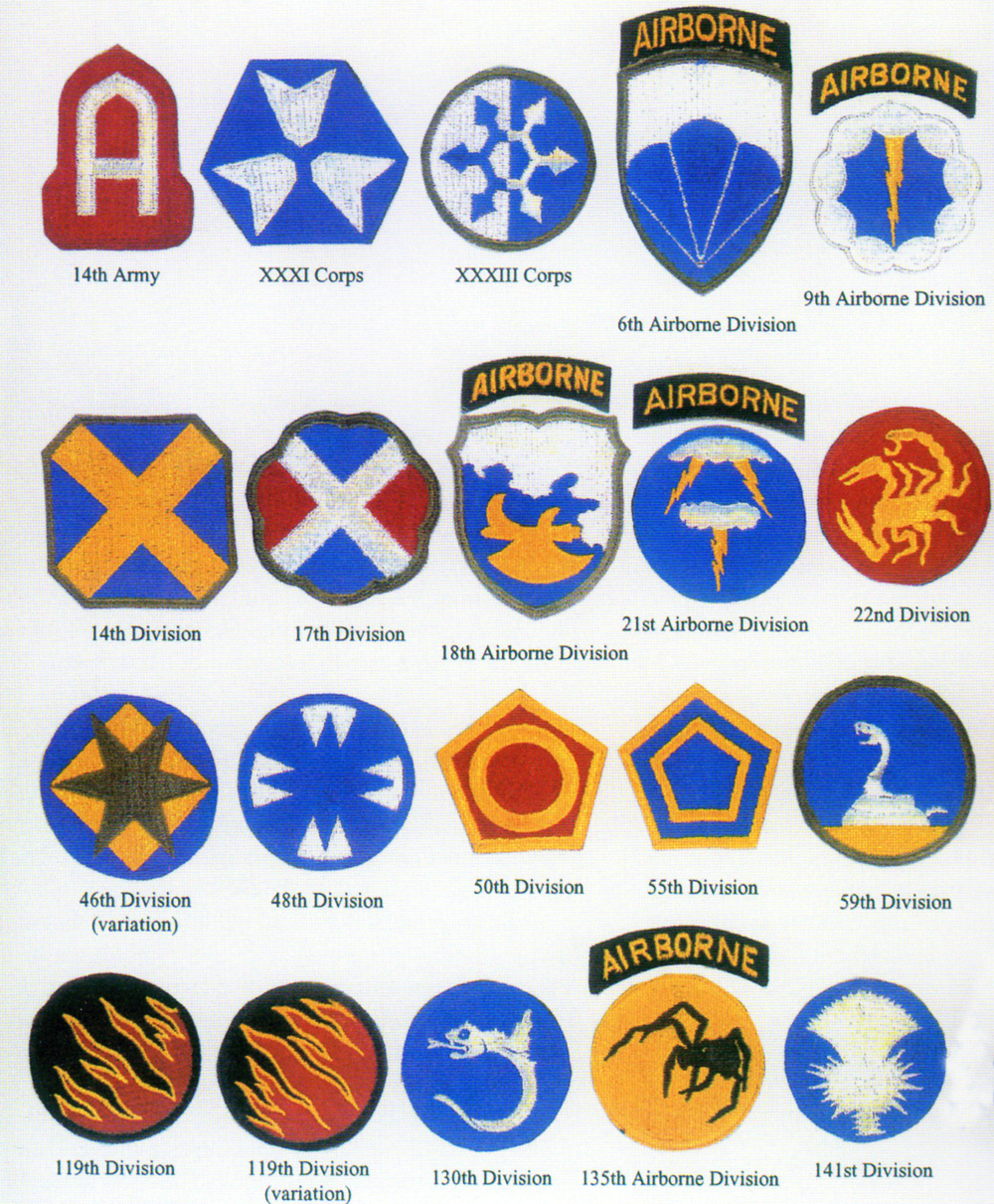
Phù hiệu vai được thiết kế cho các đơn vị "giả" của Cụm tập đoàn quân Hoa Kỳ số 1, do Trung tướng George Patton làm chỉ huy trưởng.

Là một phần của Chiến dịch Bodyguard, tình báo Đồng Minh đã tiến hành nhiều chiến dịch nhỏ để đánh lừa quân Đức về thời gian và địa điểm của một cuộc đổ bộ lớn của quân Đồng Minh, trong đó có Chiến dịch Fortitude, được lập ra để đánh lạc hướng Bộ chỉ huy Tối cao Đức khỏi khu vực Normandie. Fortitude bao gồm hai chiến dịch nhỏ là Fortitude North và Fortitude South. Chiến dịch Fortitude North là một chiến dịch "dương Đông, kích Tây" của Anh Quốc và tình báo Anh sẽ sử dụng những đường truyền vô tuyến giả nhằm khiến quân Đức tin rằng sẽ có một cuộc tấn công vào Na Uy. Chiến dịch Fortitude South, một chiến dịch đánh lạc hướng lớn bao gồm việc thành lập Cụm tập đoàn quân Hoa Kỳ số 1 do Trung tướng George S. Patton chỉ huy. Đơn vị "giả" này được tình báo Anh phao tin là đóng quân ở Kent và Sussex, nhằm đánh lừa quân Đức tin rằng cuộc đổ bộ chính sẽ diễn ra tại Calais. Vài thông điệp vô tuyến chính của Cụm tập đoàn quân 21 sẽ được chuyển đến Kent và sau đó được phát đi trên các kênh liên lạc tại đó, để khiến người Đức tin rằng phần lớn các đơn vị Đồng Minh đang đóng quân ở Kent. Patton được chỉ định ở lại Anh tới ngày 6 tháng 7, nhằm tiếp tục đánh lừa người Đức rằng sẽ có một cuộc đổ bộ thứ hai tại Calais.
Nhiều trạm radar của quân đội Đức đặt dọc bờ biển Pháp đã bị phá hủy để chuẩn bị cho cuộc đổ bộ. Ngoài ra, vào đêm trước cuộc đổ bộ, một nhóm nhỏ bao gồm các toán Đặc nhiệm SAS sẽ thả các hình nộm lính dù vào khu vực Le Havre và Isigny, để khiến quân Đức tin rằng có một cuộc đổ bộ lớn của lính dù diễn ra tại các khu vực đó. Trong cùng đêm, Không đoàn 617 Không quân Hoàng Gia Anh sẽ tiến hành Chiến dịch Taxable, thả các mồi kim loại nhiễu xạ lớn nhằm tạo một mảng sáng lớn trên màn hình radar Đức, khiến người Đức tin rằng có một hạm đội tàu chiến lớn tại khu vực Le Havre. Một chiến dịch tương tự, Chiến dịch Glimmer, được thực hiện gần Boulogne-sur-Mer, Pas-de-Calais, bởi Không đoàn 218 Không quân Hoàng Gia Anh.
Lo ngại về nguy cơ bị lộ mật danh Overlord và Ngày D, ngày 19 tháng 5 năm 1944, Bộ chỉ huy Tối cao Lực lượng Viễn chinh Đồng Minh đã gửi văn bản hỏa tốc tới toàn bộ ban chỉ huy và tham mưu của các đơn vị đổ bổ, thông báo về sự thay đổi tên của chiến dịch đổ bộ. Theo đó, Chiến dịch Overlord (tiếng Anh: Operation Overlord) được đổi tên thành Cuộc tập trận Hornpipe (tiếng Anh: Exercise Hornpipe), và mật danh của ngày đổ bộ, tức Ngày D, được đổi thành Halcyon. Sau sự thành công của toàn bộ chiến dịch, quân Đồng Minh đã đổi lại các mật danh trên về tên cũ.

## Thời tiết
Các nhà lập kế hoạch đã đặt ra một chuỗi các điều kiện cần liên quan đến mặt trăng, thủy triều và thời gian trời sáng trong ngày, vốn chỉ có thể xảy ra đồng thời vài ngày mỗi tháng, để cuộc đổ bộ có thể tiến hành một cách trơn tru nhất. Đêm trăng tròn là rất cần thiết, vì đêm sẽ đủ sáng giúp các phi công có thể định hướng tốt nhất và cũng là ngày có thủy triều cao nhất. Bộ chỉ huy Đồng Minh muốn đổ bộ vào trước bình minh, trước lúc thủy triều lên. Điều này sẽ giúp cải thiện rõ tầm nhìn để xác định cụ thể các chướng ngại vật trên bãi biển, và rút ngắn thời gian binh lính phải di chuyển bãi biển trống. Tướng Eisenhower đã dự tính chọn ngày 5 tháng 6 làm ngày mở màn. Tuy nhiên, vào ngày 4 tháng 6, thời tiết được báo cáo là không thích hợp để đổ bộ: gió lớn và biển động mạnh sẽ ngăn cản việc triển khai các xuồng đổ bộ, và dãy mây thấp sẽ cản trở việc máy bay tìm kiếm các mục tiêu để tấn công.

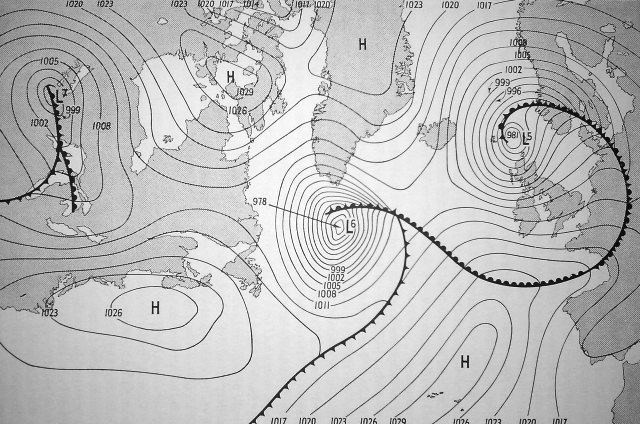
Bản đồ Phân tích thời tiết bề mặt cùng các front thời tiết vào ngày 5 tháng 6.

Đại tá James Stagg - một sĩ quan Khí tượng học của Không quân Hoàng Gia, đã gặp Eisenhower vào chiều ngày 4 tháng 6. Ông cùng nhóm nghiên cứu khí tượng của mình dự đoán rằng thời tiến sẽ cải thiện đủ tốt để tiến hành đổ bộ vào ngày 6 tháng 6. Ngày thích hợp tiến theo, với những điều kiện cần thiết tương tự (nhưng sẽ không có đêm trăng tròn), là từ ngày 18 đến ngày 20 tháng 6, hai tuần sau đó. Việc hoãn lại toàn bộ cuộc xâm lược đồng nghĩa với việc phải rút toàn bộ binh lính và tàu chiến đang sẵn sàng vượt Eo biển Manche, và sẽ làm tăng nguy cơ khiến kế hoạch tấn công bị người Đức phát hiện. Sau nhiều cuộc thảo luận với các chỉ huy Đồng Minh cấp cao khác, Eisenhower quyết định tiến hành cuộc đổ bộ vào ngày 6 tháng 6. Họ được dự báo rằng sẽ có một cơn bão lớn tại khu vực Normandie từ ngày 19 tới ngày 22 tháng 6, khiến việc đổ bộ vào thời điểm đó là không thể.
Do quân Đồng Minh đã kiểm soát được phần lớn khu vực Đại Tây Dương, các đơn vị khí tượng của Đức gặp nhiều khó khăn trong việc dự báo và chỉ có được ít thông tin về thời tiết sắp tới. Trung tâm khí tượng của Không quân Đức Quốc Xã tại Paris dự báo rằng sẽ có bão kéo dài hai tuần ở miền bắc nước Pháp. Do đó, nhiều sĩ quan cấp cao của quân đội Đức đã rời sở chỉ huy để tham gia một buổi chơi đánh trận giả ở Rennes và nhiều binh sĩ được nghỉ phép. Thống chế Erwin Rommel đã quay về Đức để dự buổi sinh nhật vợ ông và chuẩn bị cho buổi gặp mặt với Adolf Hitler để thuyết phục Hitler điều động thêm nhiều xe tăng đến khu vực Normandie.

## Bức tường Đại Tây Dương

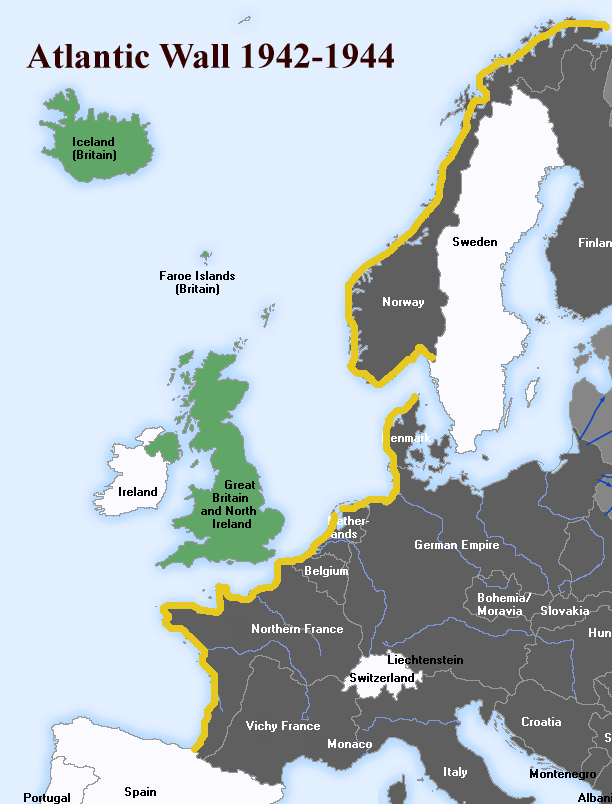
Bản đồ về vị trí của Bức tường Đại Tây Dương, được thể hiện bằng màu vàng.
Các nước bị Phát xít chiếm đóng
Các nước Đồng Minh
Các nước trung lập

Sau khi cuộc đột kích vào St Nazaire và Dieppe năm 1942, Hitler đã ra lệnh xây dựng một hệ thống các công sự dọc theo bờ biển Đại Tây Dương, từ Tây Ban Nha tới Na Uy, để chống lại một cuộc xâm lược trong tương lai của quân Đồng Minh. Hitler dự tính rằng sẽ có đến 15.000 cứ điểm được xây dựng, và quân số quân phòng thủ có thể lên đến 300.000 người, nhưng sự thiết hụt, đặc biệt là về bê tông và nhân lực, đã khiến phần lớn các cứ điểm không bao giờ được xây dựng. Pas-de-Calais, do được người Đức dự đoán là khu vực đổ bộ, nên khu vực này được bảo vệ rất nghiêm ngặt. Tại khu vực Normandie, các hệ thống công sự tốt nhất được tập trung tại khu vực cảng ở Cherbourg và Saint-Malo. Thống chế Rommel được Hilter giao nhiệm vụ giám sát việc xây dựng hệ thống phòng thủ kéo dài từ Hà Lan tới Cherbourg, và được bổ nhiệm là chỉ huy Cụm tập đoàn quân B mới được thành lập. Cụm tập đoàn quân B bao gồm Tập đoàn quân số 7, Tập đoàn quân 15 và các đơn vị đồn trú đóng tại Hà Lan. Dự bị của Cụm tập đoàn quân B bao gồm Sư đoàn Panzer số 2, 21 và 116.

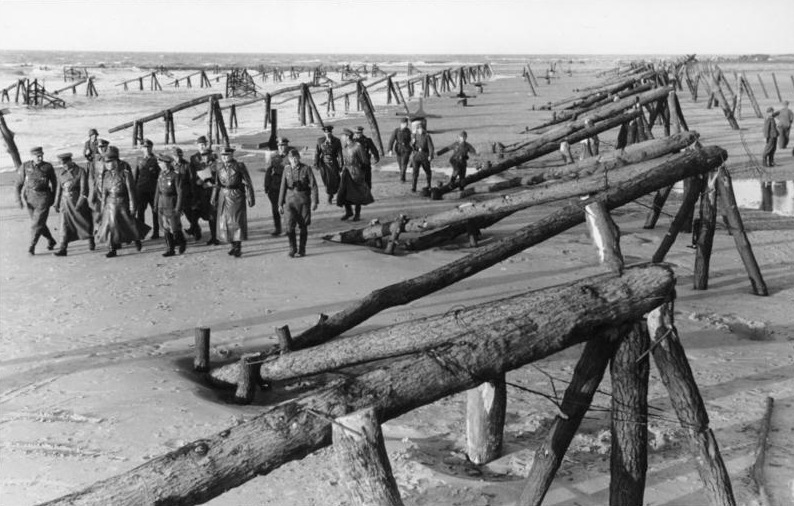
Thống chế Erwin Rommel đang đi thị sát việc lắp đặt hệ thống chướng ngại vật chống xuồng đổ bộ (Hemmbalken) tại Normandie, tháng 4 năm 1944.

Rommel tin rằng vùng biển ở Normandie có nhiều khả năng sẽ là vị trí đổ bộ cho một chiến dịch xâm lược của quân Đồng Minh, nên ông đã ra lệnh xây dựng và mở rộng thêm hệ thống phòng thủ dọc theo bãi biển này. Ngoài việc xây dựng thêm các hệ thống ụ súng máy, pháo binh tại các khu vực trọng yếu ở dọc bãi biển, ông cho lắp đặt thêm các cọc gỗ, cọc ba chân kim loại, bãi mìn và chướng ngại vật gắn mìn chống tăng trên bãi biển để cầm chân các xuồng đổ bộ ngoài bờ biển và cản trở xe tăng tiến vào trong đất liền. Ông dự đoán rằng quân Đồng Minh sẽ đổ bộ vào lúc thủy triều lên để binh lính mất ít thời gian hơn để di chuyển trên bãi biển, ông cho lắp đặt các hệ thống chướng ngại vật ở các điểm có thủy triều lên. Các hàng rào dây thép gai, bẫy chông được mở rộng và lính Đức đã loại bỏ toàn bộ những thứ có thể làm chỗ nấp tránh đạn cho bộ binh Đồng Minh. Dưới sự chỉ huy của Rommel, số lượng mìn đặt dọc Normandie đã tăng lên gấp ba lần. Do các chiến dịch tấn công bằng máy bay của Đồng Minh vào Đức đã làm tê liệt Không quân Đức Quốc Xã và thiết lập được ưu thế làm chủ bầu trời Tây Âu, nên Rommel biết ông không thể mong đợi những sự hỗ trợ hiệu quả của Không quân. Không quân Đức Quốc Xã chỉ có thể huy động được 815 máy bay để bảo vệ khu vực Normandie, trong khi đó quân Đồng Minh có thể điều động lên tới 9.500 máy bay. Ngoài ra, Rommel đã cho bố trí một hệ thống cọc gọi là Rommelspargel (Măng tây của Rommel) trên các khu vực cánh đồng rộng lớn để chống lại các cuộc đổ bộ của tàu lượn và lính dù Đồng Minh.

## Lực lượng hai bên

### Quân đội Đồng Minh
Chỉ huy trưởng: Đại tướng Dwight D. Eisenhower - Tư lệnh Tối cao của Lực lượng Viễn chinh Đồng Minh (SHAEF)
Chỉ huy lực lượng đổ bộ: Đại tướng Bernard Montgomery - Tư lệnh Cụm tập đoàn quân 21

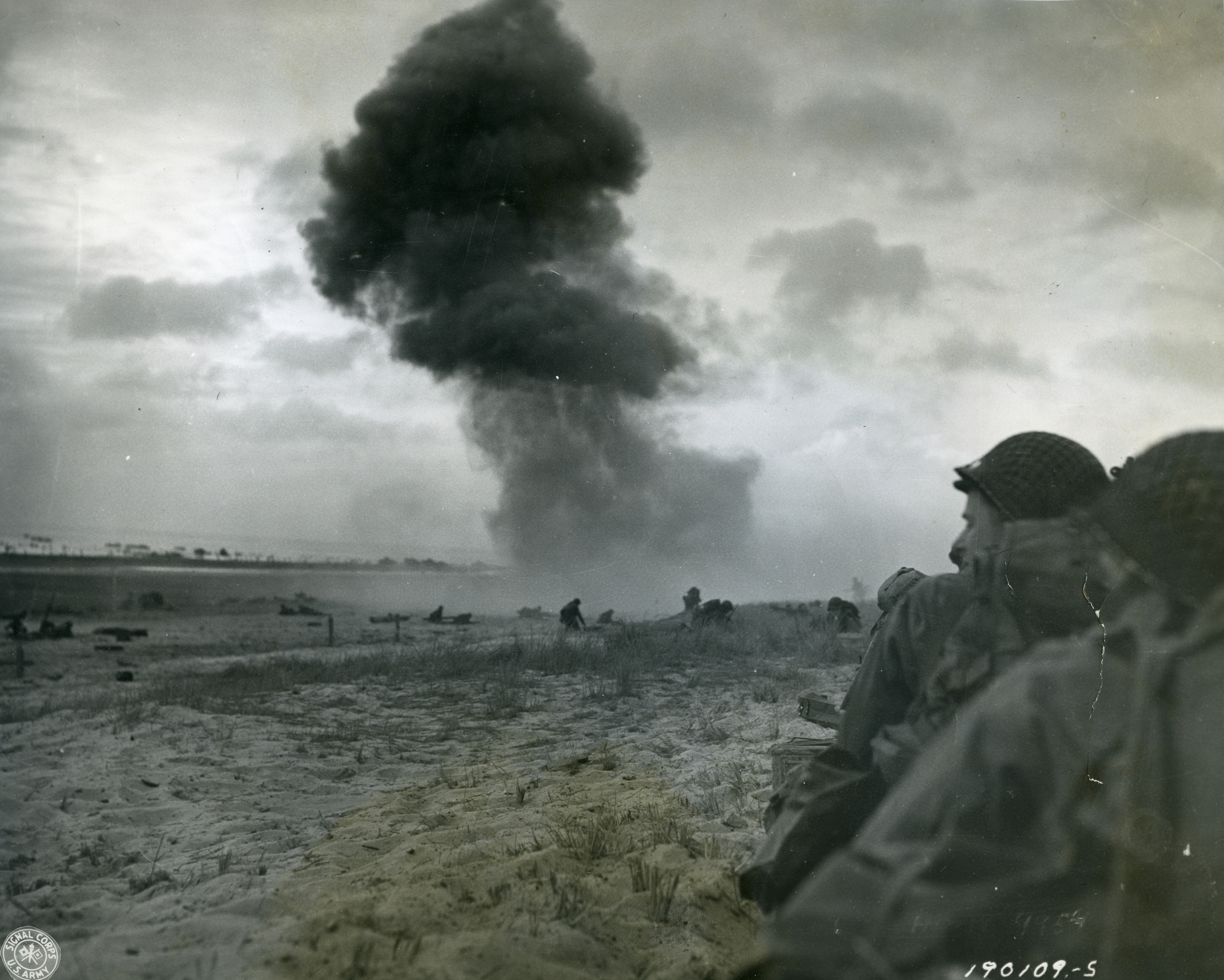
Một đạn pháo 88 mm phát nổ tại Bãi Utah của Sư đoàn Bộ binh số 4, 6 tháng 6 năm 1944

#### Khu vực quân đội Hoa Kỳ
Chỉ huy trưởng, Tập đoàn quân số 1: Trung tướng Omar Bradley
Tập đoàn quân số 1 có tổng cộng khoảng 73.000 lính, bao gồm 15.600 lính dù.
Bãi Utah
- Quân đoàn VII - Thiếu tướng J. Lawton Collins[56]
  -  Sư đoàn Bộ binh số 4 - Thiếu tướng Raymond O. Barton[56]
  -  Sư đoàn Bộ binh 90 -  Chuẩn tướng Jay W. MacKelvie[56]
  -  Sư đoàn Không vận 82 - Thiếu tướng Matthew Ridgway[56]
  -  Sư đoàn Không vận 101 - Thiếu tướng Maxwell D. Taylor[56]

Bãi Omaha
- Quân đoàn V - Thiếu tướng Leonard T. Gerow[57]
  -  Sư đoàn Bộ binh số 1 - Thiếu tướng Clarence R. Huebner
  -  Sư đoàn Bộ binh 29 - Thiếu tướng Charles H. Gerhardt

Mũi Hoc (có nhiệm vụ vô hiệu hóa các khẩu pháo 155 mm của Đức nhắm vào Bãi Utah và Omaha)
- Tiểu đoàn Biệt kích số 2 - Trung tá James E. Rudder

(Chỉ có ba đại đội D, E và F của Tiểu đoàn 2 chiếu đấu ở Mũi Hoc. Ba đại đội còn lại là A, B và C đổ bộ cùng Tiểu đoàn Biệt kích số 5 tại Bãi Omaha sau khi không thấy tín hiệu chiếm Mũi Hoc thành công lúc 7 giờ sáng)
- Tiểu đoàn Biệt kích số 5 - Thiếu tá Max F. Schneider (sau đó di chuyển về Bãi Omaha)

#### Khu vực quân đội Anh và Canada

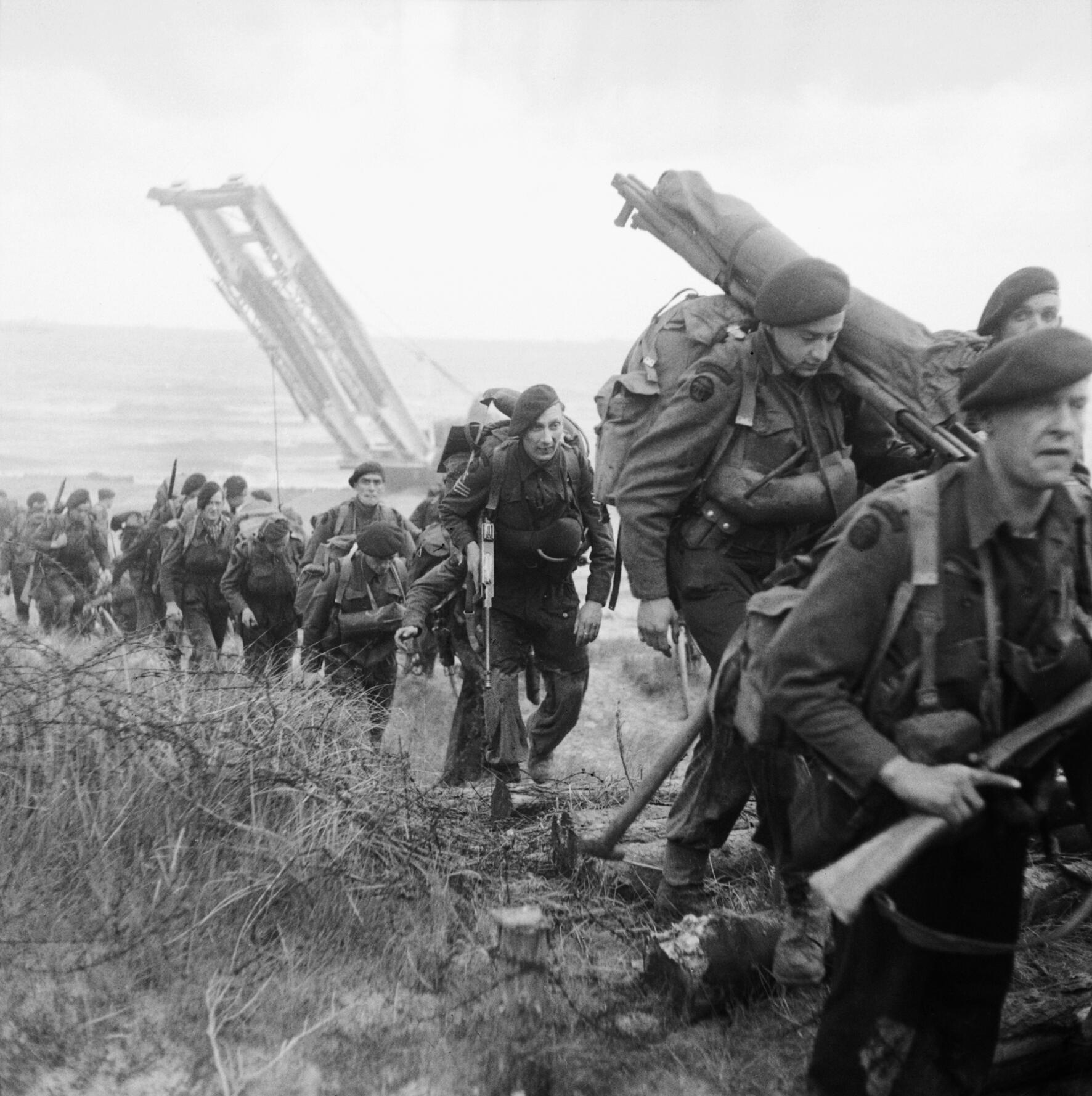
Lính Đặc công Thủy quân Lục chiến Hoàng Gia của Sư đoàn Bộ binh số 3 đang tiến vào đất liền từ Bãi Sword, 6 tháng 6 năm 1944.

Chỉ huy trưởng, Tập đoàn quân số 2: Trung tướng Miles Dempsey
Tập đoàn quân số 2 có tổng cộng 83.115 lính, trong đó 61.715 là lính Anh. Các đơn vị hỗ trợ không quân và hải quân (trên danh nghĩa quân đội Anh) bao gồm nhiều quân nhân từ các quốc gia Đồng Minh khác như Australia, Ba Lan, Pháp Tự Do, New Zealand, Na Uy,...
Bãi Gold
- Quân đoàn XXX - Trung tướng Gerard Bucknail[60]
  -  Sư đoàn Bộ binh 50 (Northumbrian) - Thiếu tướng Douglas A.H. Graham[60]

Bãi Juno
- Quân đoàn I - Trung tướng John Crocker[61]
  -  Sư đoàn Bộ binh số 3 Canada - Thiếu tướng Rod Keller[61]

Bãi Sword
- Quân đoàn I - Trung tướng John Crocker[62]
  - Sư đoàn Bộ binh số 3 - Thiếu tướng Tom Rennie[62]
  - Sư đoàn Không vận số 6 - Thiếu tướng Richard N. Gale[62]

 Sư đoàn Thiết giáp 79 - Thiếu tướng Percy Hobart - có nhiệm vụ cung cấp các đơn vị xe thiết giáp chuyên dụng để hỗ trợ các cuộc đổ bộ tại khu vực hoạt động của Tập đoàn quân số 2.

### Quân đội Đức Quốc Xã
Quân đội Đức Quốc Xã có tổng cộng 50 sư đoàn tại Pháp và khu vực Vùng đất thấp, 18 sư đoàn đóng tại Đan Mạch và Na Uy, và 15 sư đoàn đang trong quá trình thành lập và huấn luyện tại Đức. Do chịu nhiều tổn thất lớn trong cuộc chiến, đặt biệt là tại Mặt trận phía Đông, người Đức giờ gặp nhiều khó khăn trong việc tuyển chọn những thanh niên trẻ để nhập ngũ. Các binh sĩ Đức đến thời điểm năm 1944 có độ tuổi trung binh già hơn sáu tuổi so với binh sĩ Đồng Minh. Nhiều đơn vị đóng quân ở Normandie là các đơn vị Ostlegionen, với phần lớn là lính nghĩa vụ và quân tình nguyện, tù binh Nga, Mông Cổ và các khu vực khác ở Liên Xô. Họ được cung cấp những loại vũ khí không đáng tin cậy (hầu hết là vũ khí thu được từ Pháp, Liên Xô, Ba Lan,..) và thiếu phương tiện vận chuyển. Nhiều đơn vị thậm chí có sức chiến đấu rất thấp.
Vào đầu năm 1944, Bộ tư lệnh Quân đội Đức tại Mặt trận phía Tây (OB West) bị suy yếu đáng kể do phải chuyển giao phần lớn nhân sự và trang thiết bị cho Mặt trận phía Đông. Trong thời gian diễn ra Chiến dịch tấn công hữu ngạn Dniepr (24 tháng 12 năm 1943 - 17 tháng 4 năm 1944), Bộ Tổng tư lệnh Lục quân Đức Quốc xã buộc phải điều động toàn bộ Quân đoàn Panzer SS số 2 từ Pháp sang tiếp viện, bao gồm Sư đoàn Panzer SS số 9 và 10, Sư đoàn Bộ binh 349, Tiểu đoàn Panzer Hạng nặng 507 và Lữ đoàn Pháo tự hành Xung kích 311 và 322. Đây là đợt chuyển quân lớn đầu tiên từ Pháp sang Mặt trận phía Đông kể từ khi Chỉ thị 51 của Quốc Trưởng có hiệu lực, có mục đích giảm bớt những hạn chế trong việc chuyển quân tới Mặt trận phía Đông.
Sư đoàn Panzer SS số 1 "Leibstandarte SS Adolf Hitler", Sư đoàn Panzer số 9, 11, 19 và 116, cùng với Sư đoàn Panzer SS số 2 "Das Reich", được rút về Pháp trong khoảng thời gian tháng 3 - tháng 5 năm 1944 để hồi sức sau khi chịu thương vong nặng nề trong chiến dịch ở hữu ngạn Dniepr. Có bảy trong số 11 sư đoàn Panzer (Thiết giáp) hoặc Panzergrenadier (Bộ binh cơ giới) đóng tại Pháp không thể hoạt động hoàn toàn hoặc chỉ cơ động một phần tính đến đầu tháng 6 năm 1944.
Chỉ huy Tối cao Lực lượng Quân sự Đức Quốc Xã: Adolf Hitler
- Chỉ huy trưởng Mặt trận phía Tây (OB West): Thống chế Gerd von Rundstedt
  - Tập đoàn quân Panzer phía Tây (Tập đoàn quân Panzer số 5): Trung tướng Leo Geyr von Schweppenburg
  - Cụm tập đoàn quân B: Thống chế Erwin Rommel
    - Tập đoàn quân số 7: Đại tướng Friedrich Dollmann
      - Quân đoàn LXXXIV: Trung tướng Erich Marcks

#### Khu vực Bán đảo Cotentin
Các đơn vị lính Mỹ đổ bộ vào Bãi Utah sẽ phải đối mặt với các đơn vị lính Đức thuộc:
- Sư đoàn Bộ binh 709 - Trung tướng Karl-Wilhelm von Schlieben. Sư đoàn có quân số 12.320 lính, với nhiều đơn vị Ostlegionen (lính lê dương phía Đông, được tuyển từ hàng ngũ tù binh Liên Xô, Georgia và Ba Lan).[71]
  - Trung đoàn Grenadier 729[72]
  - Trung đoàn Grenadier 739[72]
  - Trung đoàn Grenadier 919[72]

#### Khu vực Grandcamp

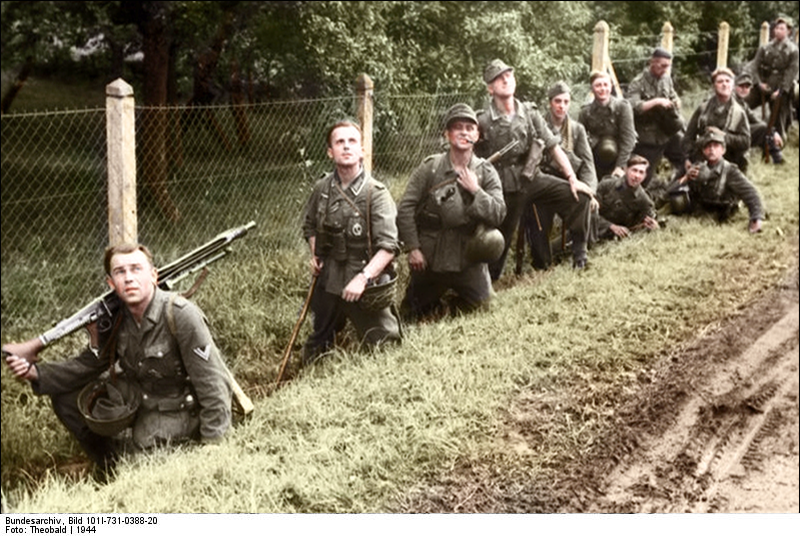
Lính Đức đang quan sát các máy bay Đồng Minh tại Normandie.

Các đơn vị lính Mỹ đổ bộ vào Bãi Omaha sẽ phải đối mặt với các đơn vị lính Đức thuộc:
- Sư đoàn Bộ binh 352 - Trung tướng Dietrich Kraiss. Với quân số 12.000 lính, Sư đoàn Bộ binh 352 là một trong những đơn vị cấp sư đoàn có quân số đầy đủ và trang bị tốt nhất của Đức tại Normandie. Được Rommel điều động vào Normandie ngày 15 tháng 3 năm 1944 và được tăng cường thêm hai trung đoàn.[73]
  - Trung đoàn Grenadier 914[74]
  - Trung đoàn Grenadier 915 (dự bị)[74]
  - Trung đoàn Grenadier 916[74]
  - Trung đoàn Bộ binh 726 (được tách từ Sư đoàn Bộ binh 716)[74]
  - Trung đoàn Pháo binh 352[74]

Các đơn vị lính Đồng Minh đổ bộ vào Bãi Gold và Juno sẽ phải đối mặt với các đơn vị thuộc Sư đoàn Bộ binh 352:
- Trung đoàn Grenadier 914[75]
- Trung đoàn Grenadier 915[75]
- Trung đoàn Grenadier 916[75]
- Trung đoàn Pháo binh 352[75]

#### Khu vực Caen

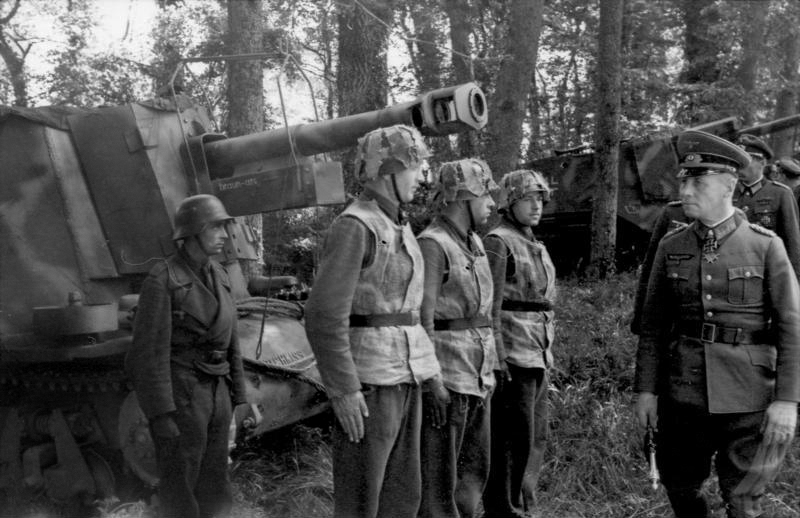
Thống chế Erwin Rommel đang đi thị sát các đơn vị của Sư đoàn Panzer 21 tại Normandie, tháng 5 năm 1944.

Các đơn vị Đồng Minh tiến công từ Bãi Gold, Juno và Sword sẽ phải đối mặt với các đơn vị lính Đức thuộc:
- Sư đoàn Bộ binh 716 - Trung tướng Wilhelm Richter. Sư đoàn có quân số 7.000 lính và đang có sức chiến đấu yếu.[76]
  - Trung đoàn Bộ binh 736[77]
  - Trung đoàn Pháo binh 1716[77]
- Sư đoàn Panzer 21 (phía nam Caen) - Thiếu tướng Edgar Feuchtinger. Sư đoàn có tổng cộng 146 xe tăng và 50 pháo tự hành xung kích, cùng với các đơn vị bộ binh và pháo binh hỗ trợ.[78]
  - Trung đoàn Panzer 100[75] (đổi tên thành Trung đoàn Panzer 22 vào tháng 5 năm 1944 để tránh nhầm lẫn với Tiểu đoàn Panzer 100)[79]
  - Trung đoàn Panzergrenadier 125[75]
  - Trung đoàn Panzergrenadier 192[75]
  - Trung đoàn Pháo binh Panzer 155[75]

## Lực lượng thiết giáp dự bị
Thống chế Rommel tin rằng cơ hội tốt nhất của Đức là ngăn chặn luôn cuộc đổ bộ ngay trên các bờ biển. Ông yêu cầu các lực lượng dự bị cơ động, đặc biệt là xe tăng, phải đóng quân càng gần các bãi biển càng tốt. Rundstedt, Geyr và nhiều chỉ huy cấp cao khác phản đối. Họ tin rằng không thể chặn thành công một cuộc xâm lược ở trên các bãi biển. Trung tướng Geyr von Schweppenburg, chỉ huy Tập đoàn quân Panzer phía Tây và thành thạo các học thuyết chiến tranh cơ giới, cho rằng phải giữ các đơn vị thiết giáp ở xung quanh Paris và Rouen, và chỉ triển khai chúng khi xác định được chính xác các bãi đổ bộ chính của quân Đồng Minh. Ông cũng cho rằng trong các chiến dịch ở Ý, nhiều đơn vị thiết giáp đóng quân gần bãi biển đã chịu thiệt hại nặng bởi hỏa lực pháo của hải quân Đồng Minh. Rommel khẳng định việc điều động các đơn vị thiết giáp quy mô lớn là không thể khi cuộc đổ bộ đang diễn ra, đặc biệt là khi quân Đồng Minh đã hoàn toàn kiểm soát được bầu trời. Người đưa ra quyết định cuối cùng là Hitler, và ông quyết định đặt ba sư đoàn Panzer dưới quyền chỉ huy của Geyr và giao cho Rommel quyền kiểm soát hoạt động của ba sư đoàn nữa làm lực lượng dự bị. Hitler tự nắm quyền kiểm soát bốn sư đoàn Panzer làm lực lượng dự bị chiến lược, và không ai được phép sử dụng nếu không có lệnh trực tiếp của ông.

## Phối hợp với Quân Kháng chiến Pháp
Thông qua sở chỉ huy Quân Kháng chiến (État-major des Forces Françaises de l'Intérieur) tại London, cơ quan đặc nhiệm tình báo SOE của Anh đã tổ chức một chiến dịch phá hoại và được tiến hành bởi các lực lượng Kháng chiến Pháp. Bộ chỉ huy Đồng Minh đã lập lên bốn kế hoạch cho Quân Kháng chiến thực hiện vào Ngày D và những ngày tiếp theo là:
- Kế hoạch Vert - chiến dịch phá hoại hệ thống đường sắt của Đức trong 15 ngày.
- Kế hoạch Bleu - chiến dịch phá hoại các hệ thống điện.
- Kế hoạch Tortue - một chiến dịch trì hoãn nhằm vào các đơn vị của Đức được coi là tham gia tăng cường bảo vệ Normandie.
- Kế hoạch Violet - cắt hệ thống dây truyền của điện thoại và máy điện báo ghi chữ.[83]

Những kháng chiến quân sẽ được thông báo về các nhiệm vụ này thông qua các đoạn tin được truyền đi từ Đài BBC tiếng Pháp ở London. Hàng trăm thông điệp được truyền đi qua các ngày, với nội dung có thể là những đoạn thơ, câu trích dẫn từ các tác phẩm văn học, hoặc những câu rất ngẫu nhiên, nhưng chỉ có số ít các thông điệp đó mang ý nghĩa thực sự. Trong những tuần trước cuộc đổ bộ, danh sách các thông điệp và ý nghĩa của chúng bắt đầu được truyền tới các đơn vị Kháng chiến Pháp. Sự gia tăng về hoạt động vô tuyến vào ngày 5 tháng 6 đã được tình báo Đức đánh chặn và giải mã chính xác rằng có một cuộc xâm lược sắp được tiến hành. Tuy nhiên, do có một loạt những cảnh báo về thông tin sai lệch trước đó, nhiều đơn vị đã phớt lờ thông tin về cuộc xâm lược này.
Một báo cáo năm 1965 từ Trung tâm Phân tích Thông tin Phản du kích đã nêu chi tiết kết quả của các nỗ lực phá hoại của quân Kháng chiến Pháp: "Ở phía đông nam, 52 đầu máy xe lửa đã bị phá hủy vào ngày 6 tháng 6 và tuyến đường sắt bị phá hoại ở hơn 500 nơi khác nhau. Normandie bị cô lập từ ngày 7 tháng Sáu."

## Nhiệm vụ của Hải quân

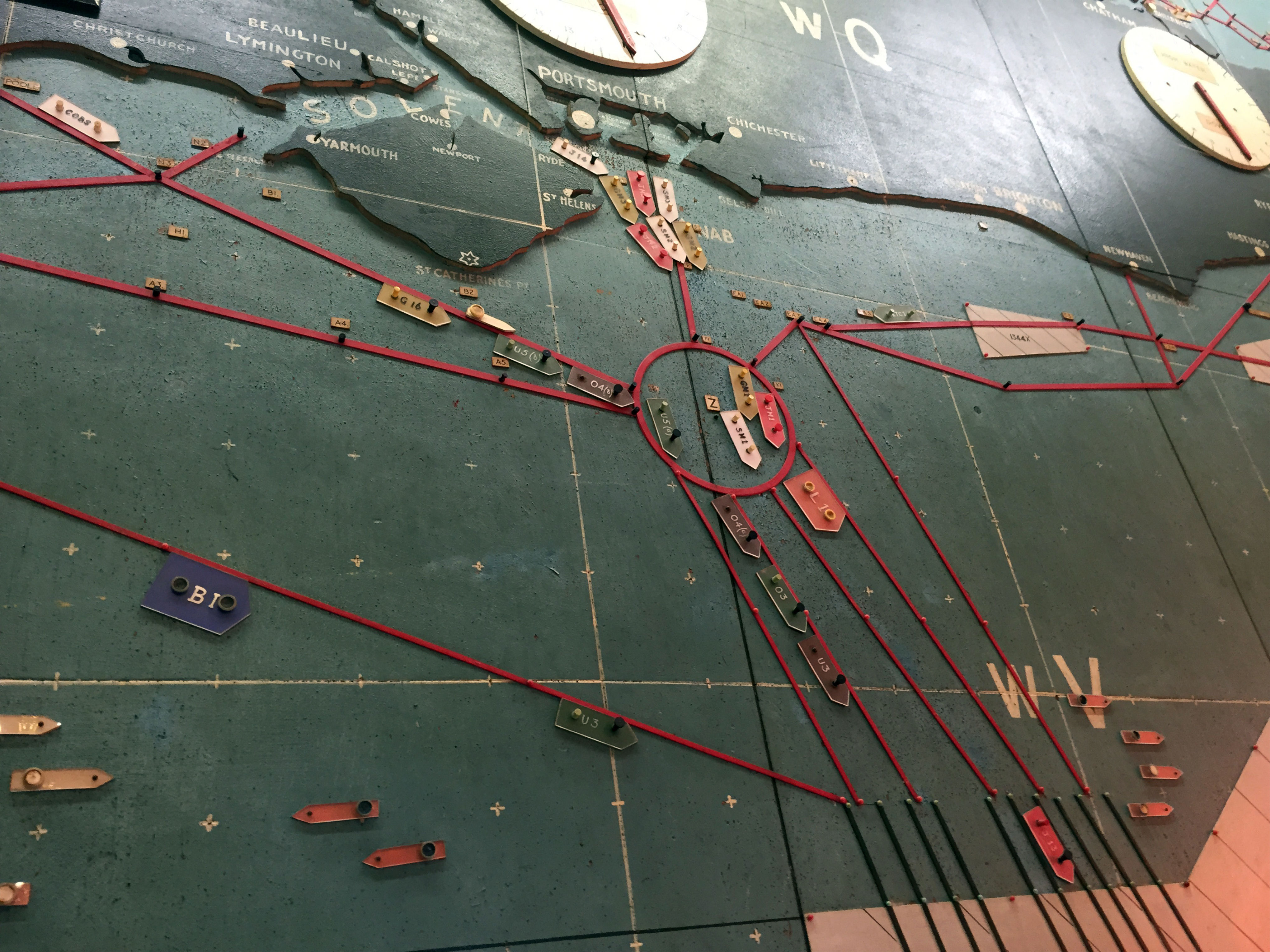
Bản đồ hành quân của hạm đội Đồng Minh tại Ngôi nhà Southwick, Portsmouth. Southwick được sử dụng làm sở chỉ huy tiền tuyến của SHAEF trong thời gian diễn ra Chiến dịch Overlord.

Các hoạt động hải quân trong Chiến dịch Overlord được nhà sử học Correlli Barnett mô tả là "một kiệt tác trong việc lập kế hoạch mà không gì có thể vượt qua được". Chỉ huy trưởng là Đô đốc Bertram Ramsey, một sĩ quan người Anh từng tham gia vào cuộc di tản ở Dunkirk bốn năm trước đó. Ông còn chịu trách nhiệm về việc lên kế hoạch cho các đơn vị hải quân trong cuộc đổ bộ vào Bắc Phi năm 1942 và chỉ huy một trong hai hạm đội đổ bộ trong cuộc đổ bộ vào Sicily năm 1943.

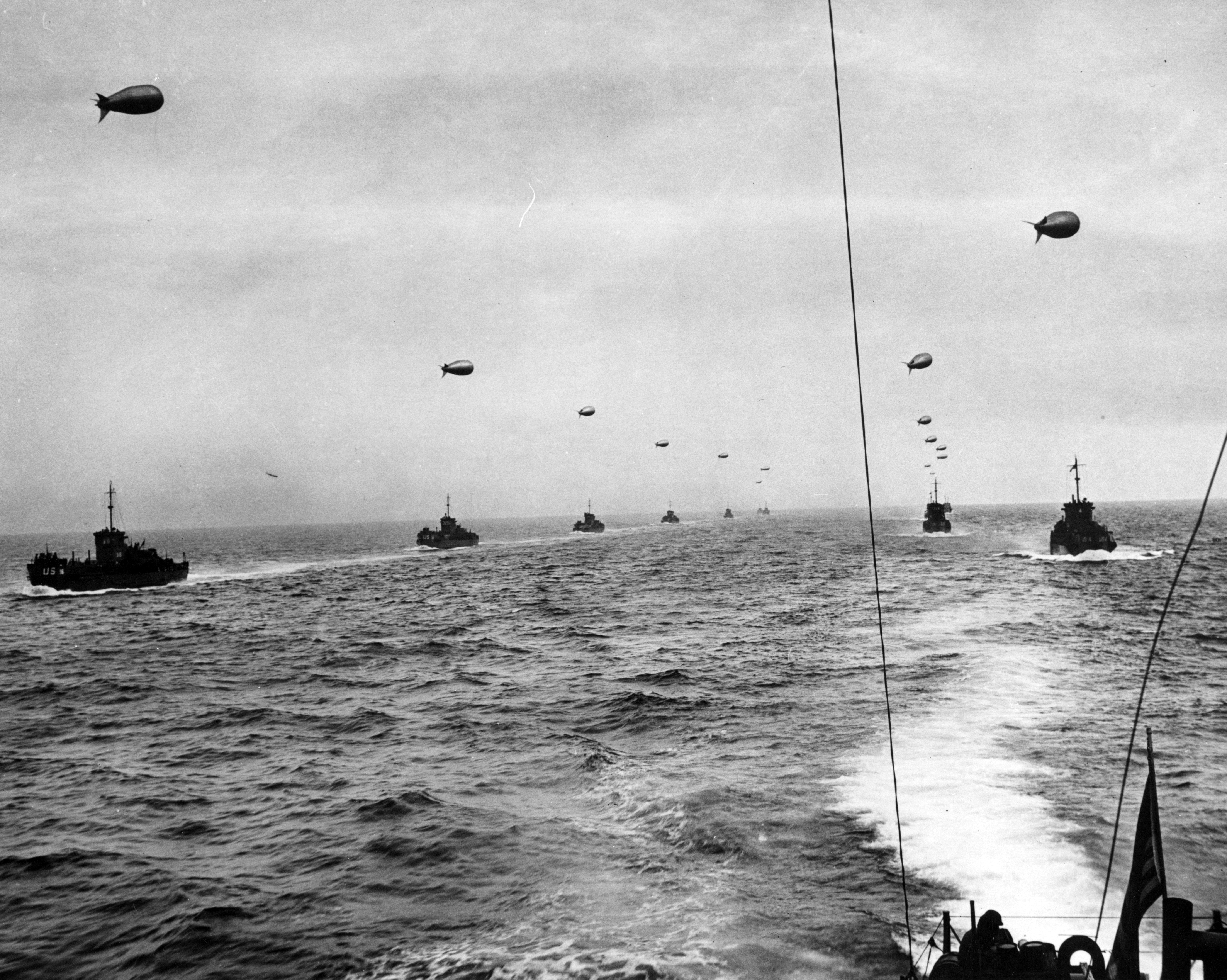
Hạm đội đổ bộ đang vượt Eo biển Manche, 6 tháng 6 năm 1944.

Toàn bộ hạm đội xâm lược có tổng cộng 6.939 tàu các loại, bao gồm 1.212 tàu chiến, gần 5.000 tàu đổ bộ các loại và 864 tàu vận tải thuộc các đơn vị hải quân của tám quốc gia Đồng Minh. Phần lớn tàu chiến của hạm đội được Hải quân Hoàng Gia Anh cung cấp, bao gồm 892 tàu chiến và 3.261 tàu đổ bộ các loại. Có tổng cộng 195.700 sĩ quan và thủy thủ tham gia vào chiến dịch, trong đó có 112.824 người của Hải quân Hoàng Gia và 25.000 người từ Hải quân Thương gia; 52.889 sĩ quan và thủy thủ Hải quân Hoa Kỳ và 4.998 sĩ quan, thủy thủ từ các nước Đồng Minh khác. Hạm đội xâm lược được chia thành hai lực lượng tác chiến: Lực lượng Đặc nhiệm Hải quân phía Tây (chỉ huy bởi Đô đốc Alan G. Kirk) chịu trách nhiệm hỗ trợ các bãi đổ bộ của người Mỹ, và Lực lượng Đặc nhiệm Hải quân phía Đông (chỉ huy bởi Đô đốc Philip Vian) sẽ phụ trách bãi đổ bộ của người Anh và Canada. Có tổng cộng năm thiết giáp hạm, 20 tuần dương hạm, 65 khu trục hạm và hai tàu monitor trực tiếp tham gia hỗ trợ cuộc đổ bộ. Các tàu chiến Đức có mặt ở khu vực trong Ngày D bao gồm bốn tàu phóng lôi, 29 tàu tiến công nhanh, 36 tàu  lớp R và 36 tàu quét mìn và tàu tuần tra. Ngoài ra, Hải quân Đức Quốc Xã cũng triển khai vài tàu ngầm U-boat trong khu vực, nhưng mọi lối ra khỏi cảng của U-boat đều đã bị quân Đồng Minh rải mìn dày đặc.

### Bắn phá Normandie

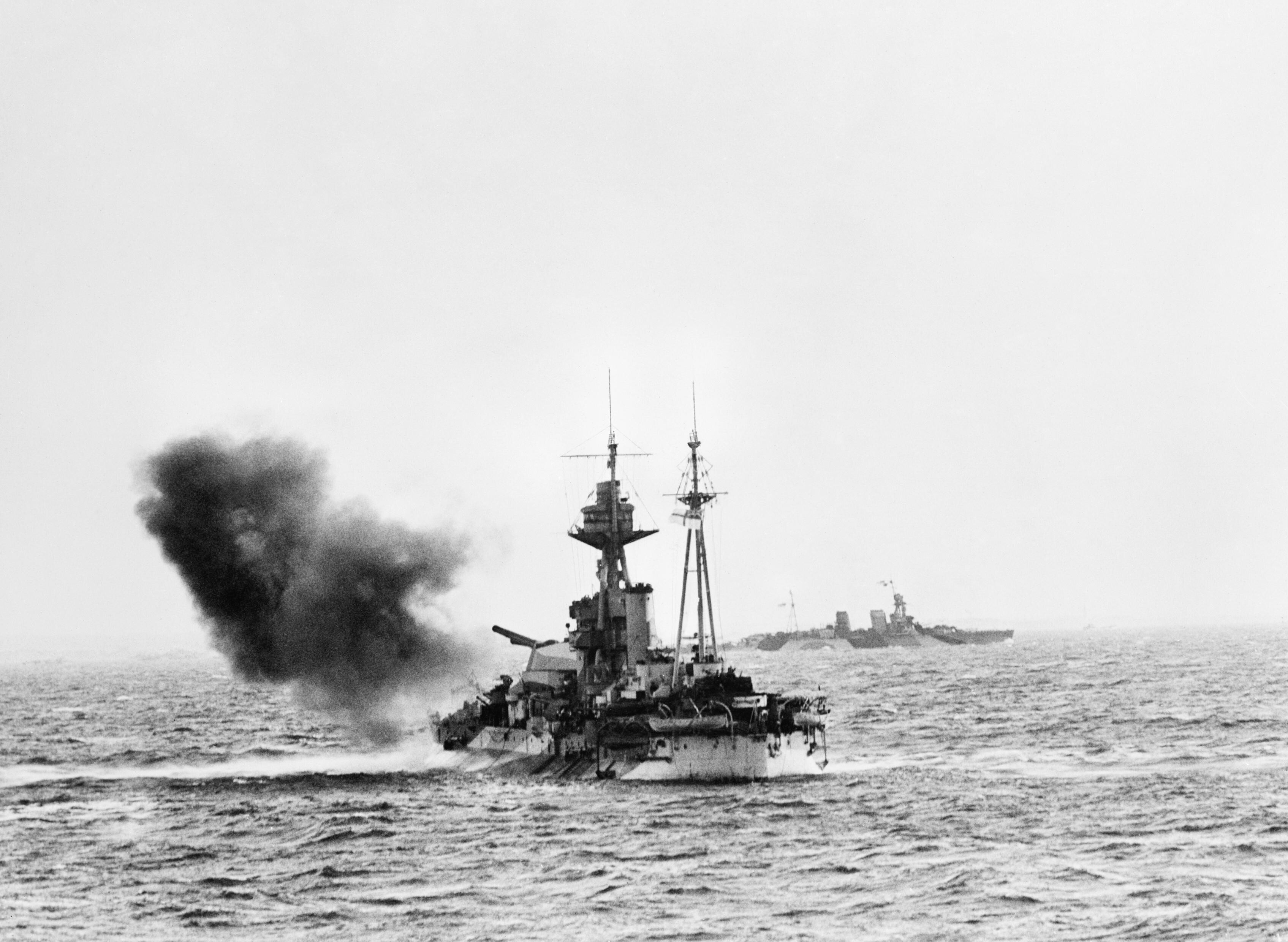
Tàu pháo (Monitor) Roberts đang bắn phá Bãi Sword.

Chiến dịch pháo kích kết hợp không kích Normandie được bắt đầu lúc nửa đêm, với sự góp mặt của hơn 2.200 máy bay ném bom của Anh, Canada và Mỹ, có nhiệm vụ tấn công vào các ổ đề kháng đặt dọc bờ biển và trong đất liền. Các phi vụ không kích tại Bãi Omaha phần lớn là không hiệu quả, khi phần lớn các mục tiêu vẫn còn nguyên vẹn và mây mù thấp đã khiến các hoa tiêu máy bay không xác định được vị trí chính xác của các mục tiêu. Nhiều phi đội máy bay, do lo ngại sẽ ném bom nhầm vào các đơn vị Đồng Minh đang neo đậu ngoài khơi hay đang tiến vào bãi biển, nên đã ngừng ném bom. Khi họ bắt đầu ném bom, do ước tính sai khoảng cách, phần lớn số bom đều bị ném lệch quá sâu vào trong đất liền.

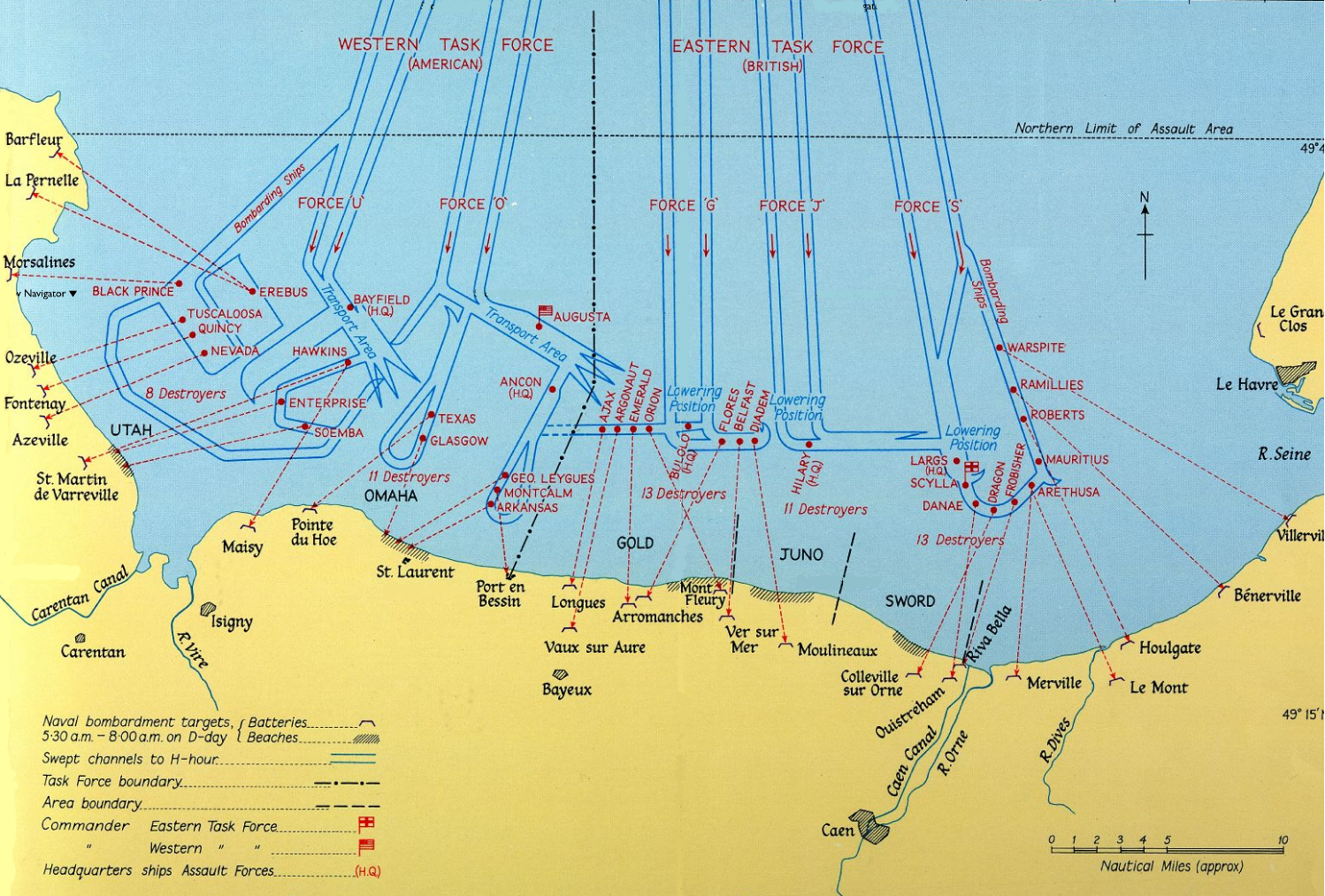
Bản đồ ghi lại lộ trình di chuyển cùng tên các đơn vị tàu làm nhiệm vụ bắn phá, và vị trí các mục tiêu trong đất liền trong Chiến dịch Neptune.

Các đơn vị tàu quét mìn bắt đầu dọn mìn đặt tại Eo bển Manche để chuẩn bị cho cuộc đổ bộ từ lúc trước nửa đêm và hoàn thành vào trước bình minh. Lực lượng Đặc nhiệm Hải quân phía Tây, bao gồm thiết giáp hạm Arkansas, Nevada, và Texas, tám tuần dương hạm, 28 khu trục hạm và tàu monitor Erebus. Lực lượng Đặc nhiệm Hải quân phía Đông gồm thiết giám hạm Warspite và Ramillies, tàu monitor Roberts, 12 tuần dương hạm và 37 khu trục hạm. Chiến dịch pháo kích bãi biển bắt đầu lúc 5 giờ 45 phút sáng, các pháo thủ mất năm phút để lấy đường ngắm hoàn chỉnh do trời vẫn còn khá tối, và ngay khi họ thấy rõ được các mục tiêu, các tàu đồng loạt khai hỏa lúc 5 giờ 50 phút sáng. Do các đơn vị đổ bộ tại Utah và Omaha bắt đầu lúc 6 giờ 30 phút sáng (sớm hơn các khu vực của Anh và Canada một tiếng), hai khu vực này chỉ được pháo kích 40 phút trước khi binh lính bắt đầu đổ bộ vào bờ.

### Thiệt hại

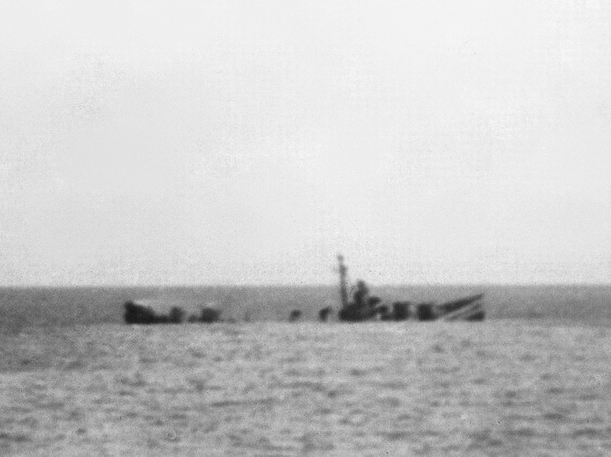
Khu trục hạm Corry gãy đôi và chìm ở ngoài khơi Bãi Utah, 6 tháng 6 năm 1944.

Lúc 5 giờ 10 phút sáng, bốn tàu phóng lôi của Hải quân Đức Quốc Xã (Jaguar, Falke, Möwe và T28) đã tiến công vào vị trí neo đậu của Lực lượng Đặc nhiệm Hải quân phía Đông và phóng 15 quả ngư lôi, đánh chìm khu trục hạm HNoMS Svenner của Na Uy ở khu vực Bãi Sword, nhưng không phóng trúng hai thiết giáp hạm của Anh là Warspite và Ramillies. Sau đó, bốn tàu phóng lôi quay đầu và rút chạy về phía đông theo bức tường khói được rải bởi các máy bay của Không quân Hoàng Gia Anh, vốn đựoc dùng để bảo vệ hạm đội khỏi các khẩu pháo phòng thủ bờ biển Đức đặt tại Le Harve. Tổn thất khác của hải quân Đồng Minh là khu trục hạm USS Corry, bị trúng đạn pháo từ trong đất liền (có nguồn nói là thủy lôi) và chìm ở ngoài khơi Bãi Utah, và tàu săn ngầm USS PC-1261.

## Đổ bộ đường hàng không
Sư thành công của chiến dịch đổ bộ đường biển phụ thuộc vào việc thiết lập thành công một đầu cầu đổ bộ, từ đó xây dựng một lực lượng mạnh, với hậu cần đầy đủ để có thể tạo ra những mũi xung kích mạnh mẽ vào đất liền. Các lực lượng đổ bộ ban đầu có thể cực kỳ bị động trước các cuộc phản công mạnh mẽ của đối phương từ trong đất liền trước khi có thể đổ bộ được các đơn vị cần thiết ở bãi biển. Để làm trì hoãn hoặc loại bỏ hoàn toàn khả năng tổ chức phản công của quân Đức trong giai đoạn này, quân Đồng Minh đã sử dụng các đơn vị lính dù để chiếm những khu vực trọng yếu như các cây cầu, giao lộ,.. đặc biệt là ở sườn phía đông và phía tây của khu vực đổ bộ. Lính dù được thả ở phía sau các bãi đổ bộ ở bờ biển với mục đích làm giảm bớt các áp lực đối với các đơn vị đổ bộ vào bãi biển, và một số có nhiệm vụ vô hiệu hóa các khẩu đội pháo phòng thủ bờ biển của Đức để có thể nhanh chóng thiết lập các đầu cầu bãi biển.
Sư đoàn Không vận 82 và 101 của người Mỹ được giao nhiệm vụ đổ bộ ở phía tây Bãi Utah, chiếm và kiểm soát các con đường đắp cao chạy qua các khu vực đã bị quân Đức làm ngập. Báo cáo của tình báo Đồng Minh vào giữa tháng 5 rằng Sư đoàn Bộ binh 91 của Đức đã được tăng cường vào khu vực gần các bãi thả quân, nên các bãi thả quân đã được dời lên phía đông và phía nam. Sư đoàn Không vận số 6 của Anh sẽ đổ bộ ở sườn phía đông, và được giao nhiệm vụ chiếm giữ nguyên vẹn các cây cầu ở Sông Orne và Kênh đào Caen, phá hủy năm cây cầu ở Sông Dives cách bãi đổ bộ gần 10 kilomét về phía đông, và vô hiệu hóa Trận địa pháo Merville (có nhiệm vụ bảo vệ Bãi Sword). Các lính dù Pháp Tự Do thuộc các Lữ đoàn SAS được giao nhiệm vụ đánh chiếm các mục tiêu tại Brittany từ ngày 5 tháng 6 tới tháng 8 trong các Chiến dịch Dingson, Samwest, và Cooney.

Phóng viên của đài BBC, Robert Barr, đã miêu tả lại cảnh những người lính dù thuộc Sư đoàn Không vận 101 đang chuẩn bị lên máy bay:
Khuôn mặt họ được bôi đen kịt như màu ca cao, với những con dao có bao bọc được buộc chặt vào mắt cá chân, súng Thompson buộc vào eo, súng ngắn, lựu đạn, dây thừng, rìu, xẻng, xuồng cao su, buộc xung quanh họ, và vài người thì làm việc lặt vặt cá nhân, như chàng trai kia đang đọc một tờ báo khi đang hành quân về chỗ máy bay của anh ấy.
Tôi đã xem họ hành quân theo một đội hình gồm hai hàng dọc ngoằn ngoèo và dài gần một dặm. Sau đó, tôi thấy họ tập trung xung quanh những chiếc C-47 để kiểm tra lại trang thiết bị của họ lần cuối cùng trước khi lên máy bay. Dường như có một nét quen thuộc đến bất ngờ về cách họ chuẩn bị, như thể họ đã làm việc đó một cách thường xuyên trước đây. Vâng, đúng đó, họ đã thường xuyên lên đồ và leo lên máy bay như thế này, có người đã làm đến 20, 30 và 40 lần như vậy, nhưng nó chưa bao giờ như thế này ở những lần trước đó. Đây là đợt tham chiến đầu tiên của mỗi người trong số họ.

### Hoa Kỳ

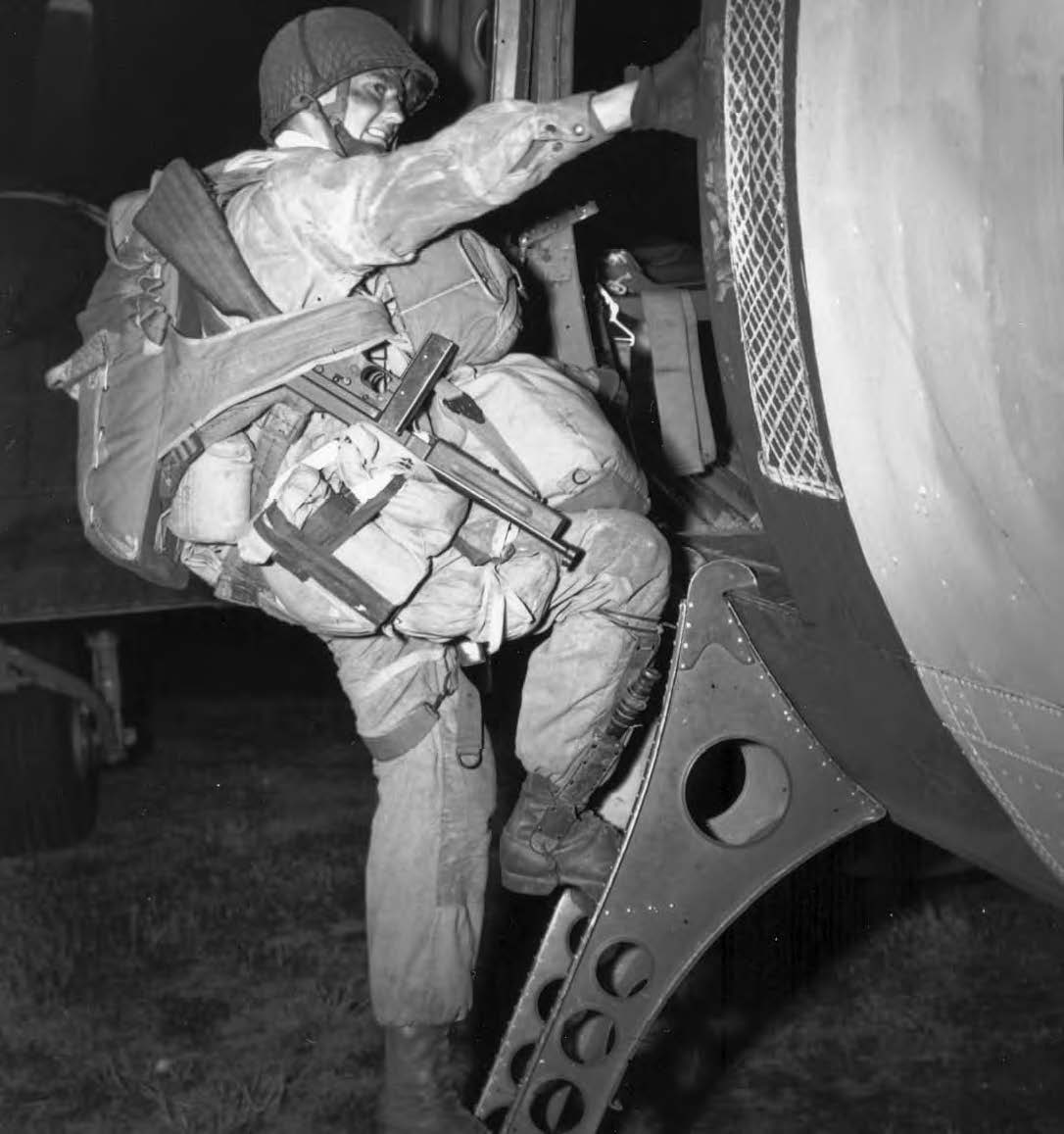
Trung sĩ Joseph F. Gorenc, một lính dù thuộc Tiểu đoàn 3, Trung đoàn Bộ binh Nhảy dù 506, Sư đoàn Không vận 101, đang trèo lên máy bay C-47 tại Sân bay RAF Exeter, Anh, tối ngày 5 tháng 6 năm 1944.

Chiến dịch đổ bộ của lính dù Mỹ được mở màn bằng cuộc đổ bộ của các đơn vị trinh sát dù lúc 0 giờ 15 phút sáng. Việc định hướng gặp nhiều khó khăn bởi sự xuất hiện của những đám mây dày, và chỉ có một trong tổng số năm bãi thả quân được đánh dấu chuẩn xác bằng các thiết bị đánh dấu và đèn hiệu. Hơn 13.000 lính dù thuộc hai sư đoàn không vận 82 và 101, được chuyên chở trên các máy bay vận tải Douglas C-47 Skytrain của Bộ Tư lệnh Hành quân Vận tải Quân IX. Các máy bay sẽ tiếp cận Normandie từ phía tây ở độ cao thấp. Máy bay bắt đầu cất cánh lúc 22 giờ 30 phút ngày 5 tháng 6, tập hợp thành đội hình bay và bay về phía tây Bán đảo Cotentin, và sau đó rút lui qua khu vực Bãi Utah.
Sư đoàn Không vận 101 là đơn vị đầu tiên nhảy dù trong ngày 6 tháng 6, từ 0 giờ 48 phút tới 1 giờ 40 phút. 6.928 lính dù được chuyên chở trên 432 máy bay C-47 được chia thành 10 đội bay lớn. Họ có nhiệm vụ kiểm soát các con đường đắp cao nối Bãi Utah với các thị trấn trong đất liền và phá hủy các cây cầu đường bộ và cầu đường sắt tại Sông Douve. Do mây mù dày, các đội bay C-47 không thể bay theo đội hình tiêu chuẩn, và nhiều lính dù bị thả lệch vị trí một khoảng rất xa. Nhiều máy bay bay ở độ cao quá thấp nên vấp phải hỏa lực phòng không dữ dội của quân Đức. Nhiều lính dù thiệt mạng do dù không kịp mở và nhiều người bị chết đuối tại các khu ngập nước. Việc tập trung các đơn vị để chiến đấu gặp nhiều khó khăn do mất nhiều radio và địa hình phức tạp với những rặng cây, tường đá và đầm lầy. Một số đơn vị thậm chí đã không đến mục tiêu cho đến buổi chiều, và tại thời điểm đó, một số đường đắp cao đã được kiểm soát bởi Sư đoàn Bộ binh số 4 đang di chuyển lên từ bãi biển Utah.

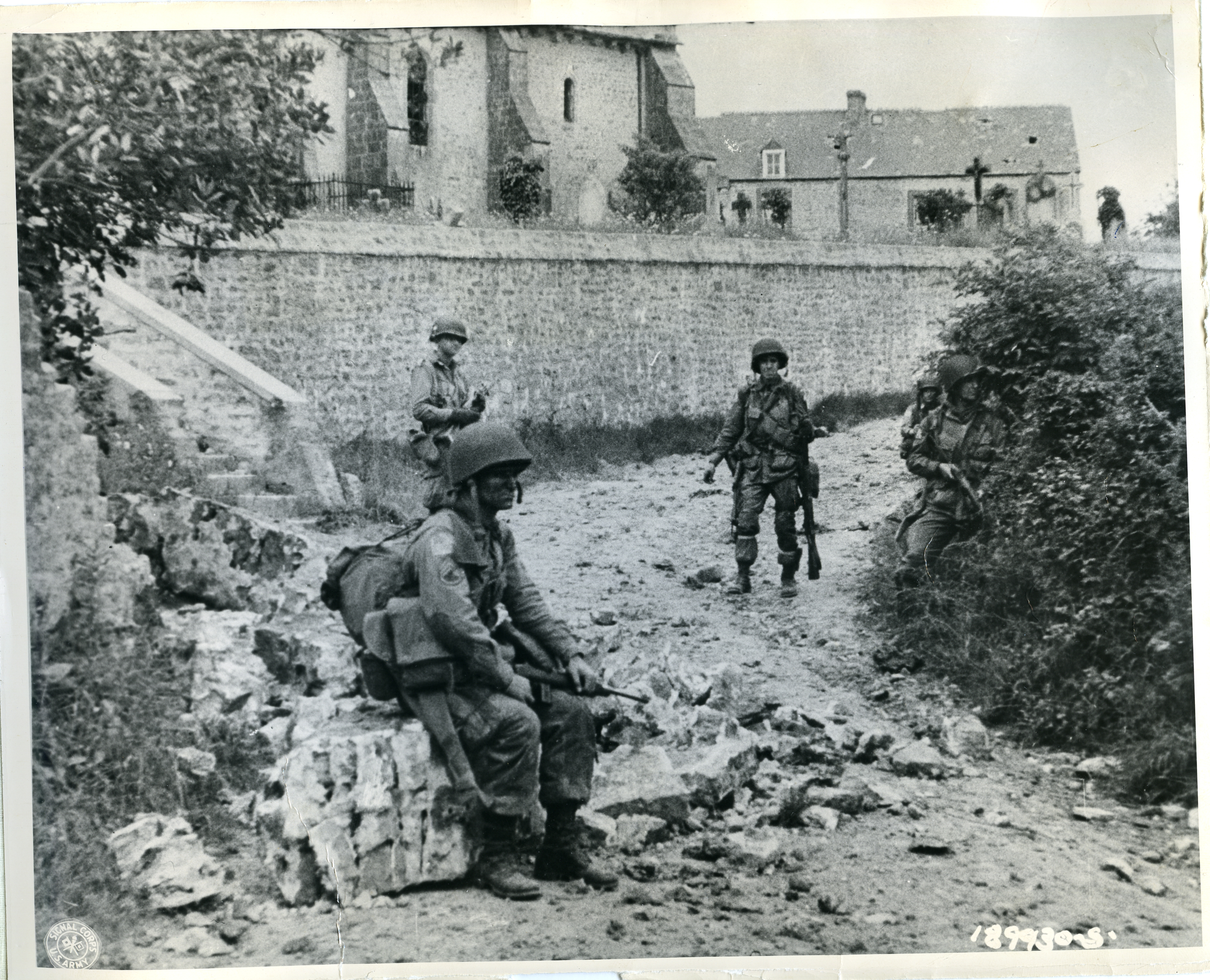
Lính dù Mỹ thuộc Trung đoàn Bộ binh Nhảy dù 507, Sư đoàn Không vận 82 tại St. Marcouf, Normandie, Pháp, sáng 6 tháng 6 năm 1944.

Sư đoàn Không vận 82 bắt đầu tiến vào Normandie lúc 1 giờ 51 phút sáng và tiến hành đổ bộ lúc 2 giờ 30 phút sáng, với nhiệm vụ chiếm giữ thị trấn trọng yếu là Sainte-Mère-Église, chiếm giữ hai cây cầu trên Sông Merderet và phá hủy hai cây cầu trên Sông Douve. Trung đoàn 505 là đơn vị có tỉ lệ thả quân chính xác nhất trong Ngày D, với 75% quân số được thả trong phạm vi 2 dặm (3,2 kilomét) và hơn 1/2 quân số được thả trong phạm vi 1 dặm (1,6 kilomét). Trong vòng hai giờ, họ nhanh chóng chiếm được các giao lộ quan trọng xung quanh Sainte-Mère-Église (thị trấn đầu tiên được giải phóng trong chiến dịch) và bắt đầu thiết lập tuyến phòng thủ ở sườn phía đông bãi đổ bộ. Các trung đoàn còn lại đều bị thả quân một cách phân tán. Trung đoàn 508 có tỉ lệ quân bị phân tán cao nhất trong toàn bộ các trung đoàn nhảy dù Mỹ, chỉ 25% quân số của trung đoàn được thả trong bán kính 1 dặm (1,6 kilomét) của bãi thả quân. Hơn 1/2 quân số của Trung đoàn 508 được thả lệch về phía đông Merderet, một khu vực không có mục tiêu quan trọng trong Ngày D. Gần 1/2 lính dù của Trung đoàn 507 được thả vào các khu vực đầm trũng và khu vực bị làm ngập nước, khiến nhiều lính dù bị chết đuối. Những người lính dù sau đó được tập hợp thành các nhóm nhỏ, với đủ loại cấp bậc và đến từ các đơn vị khác nhau, để cố gắng hoàn thành những nhiệm vụ được đề ra. Không có mục tiêu nào trong số các mục tiêu của Sư đoàn 82 là đánh chiếm các khu vực phía tây Merderet và phá hủy các cây cầu trên Sông Douve được hoàn thành vào Ngày D. Tuy nhiên, một tiểu đoàn của Trung đoàn 508 đã chiếm giữ được một ngọn đồi nhỏ ở gần Merderet, làm gián đoạn các cuộc phản công của quân Đức vào Chef-du-Pont trong ba ngày. Hai đại đội của Trung đoàn 507 đã cầm cự trước các đợt tấn công của quân Đức tại Amfreville tới khi được phá vây vào ngày 9 tháng 6.
Các đơn vị tiếp viện được chuyên chở bằng tàu lượn đổ bộ lúc 4 giờ sáng (Nhiệm vụ Chicago và Nhiệm vụ Detroit) và 21 giờ tối (Nhiệm vụ Keokuk và Nhiệm vụ Elmira), đem thêm binh lính và trang thiết bị hạng nặng. Tương tự như các đơn vị lính dù, nhiều tàu lượn đã hạ cánh lệch bãi đáp. Nhiều tàu lượn gặp tai nạn khi hạ cánh do phải chuyên chở các kiện hàng nặng hoặc gặp địa hình xấu, gây ra nhiều thương vong.
Sau 24 giờ, chỉ có khoảng 2.500 lính dù của Sư đoàn 101 và 2.000 lính dù của Sư đoàn 82 tập hợp được thành các đơn vị hoàn chỉnh, chiếm tổng số 1/3 số lính dù Mỹ đổ bộ vào Normandie. Việc thả quân rải rác và hỗn loạn đã khiến các chỉ huy Đức bối rối và không thể đưa ra các quyết định hợp lý. Tập đoàn quân số 7 nhận được thông báo về lính dù Đồng Minh đổ bộ lúc 1 giờ 20 phút sáng, nhưng Rundstedt ban đầu không tin rằng có một cuộc xâm lược lớn đang diễn ra. Việc phá hủy các trạm radar dọc theo bờ biển Normandie vào tuần trước cuộc xâm lược đã khiến quân Đức đã không thể phát hiện ra hạm đội đang tiếp cận bờ biển cho đến 2 giờ sáng.

### Anh Quốc

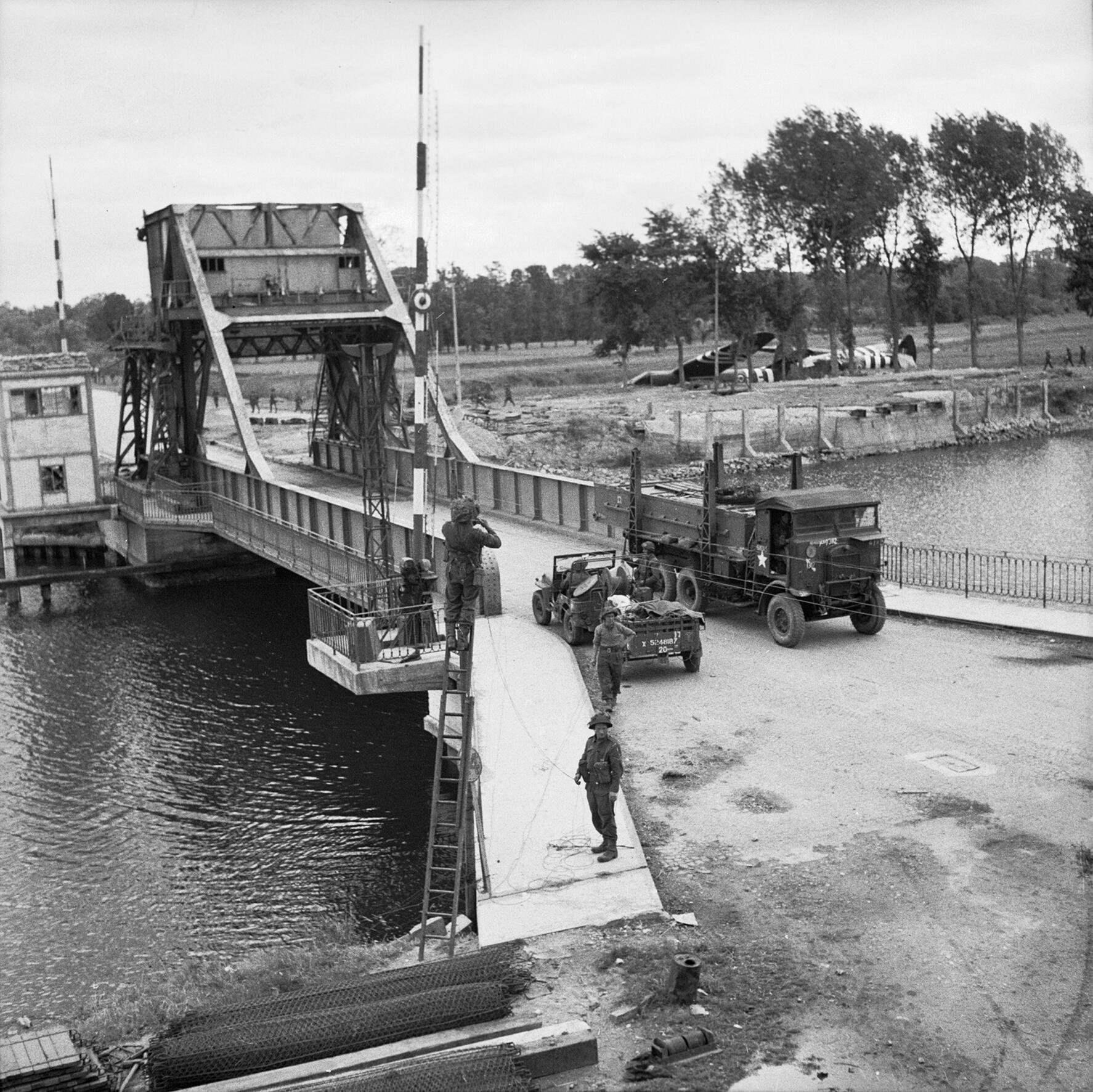
Cầu Kênh đào Caen sau khi được quân Anh chiếm vào Ngày D, 6 tháng 6 năm 1944. Các tàu lượn chở lực lượng xung kích của Thiếu tá Howard có thể thấy ở sau các hàng cây bên kia kênh đào.

Đơn vị đầu tiên của Sư đoàn Không vận số 6 đổ bộ vào Normandie là nhóm xung kích của Thiếu tá John Howard, có nhiệm vụ đánh chiếm các cây cầu trên Sông Orne và Kênh đào Caen lúc 0 giờ 16 phút sáng. Hai cây cầu nhanh chóng được lính dù Anh chiếm nguyên vẹn với thương vong nhẹ. Đơn vị này đã kiên cường giữ cầu tới khi được các đơn vị thuộc Lự đoàn Nhảy dù số 5 và Lữ đoàn Nhảy dù số 7 tiếp viện. Năm cây cầu trên sông Dives được lính công binh của Lữ đoàn Nhảy dù số 3 phá hủy mà không gặp nhiều trở ngại. Trong khi đó, các đơn vị trinh sát dù được giao nhiệm vụ đánh dấu bãi đổ bộ cho các đơn vị chủ lực (dự kiến đổ bộ lúc 0 giờ 50 phút sáng) bị thả quá xa về phía đông và buộc phải thiết lập tín hiệu tại đó. Nhiều lính dù bị thả lệch về phía đông và nhiều người phải mất hàng giờ để có thể tìm lại được đơn vị của mình. Thiếu tướng Richard Gale - chỉ huy sư đoàn, đổ bộ trong đợt thứ ba cùng các đơn vị tàu lượn lúc 3 giờ 30 phút sáng, chuyên chở theo vũ khí hạng nặng và xe jeep, và các đơn vị tiếp viện để tăng cường các khu vực đã được chiếm giữ trước đó. Lúc 2 giờ sáng, Trung tướng Wilhelm Richter lệnh cho Thiếu tướng Edgar Feuchtinger điều động Sư đoàn Panzer 21 để tiến hành phản công. Tuy nhiên, do Sư đoàn Panzer 21 đang ở trạng thái dự bị, Feuchtinger phải xin xác nhận từ Bộ Chỉ huy Tối cao Quân lực Đức trước khi có thể triển khai đội hình. Phải đến gần 9 giờ sáng, Feuchtinger mới nhận được lệnh phản công, nhưng trong thời gian đó, ông đã tự tập hợp một nhóm tác chiến (gồm cả xe tăng) để tấn công các vị trí của lính dù Anh ở phía đông Orne.

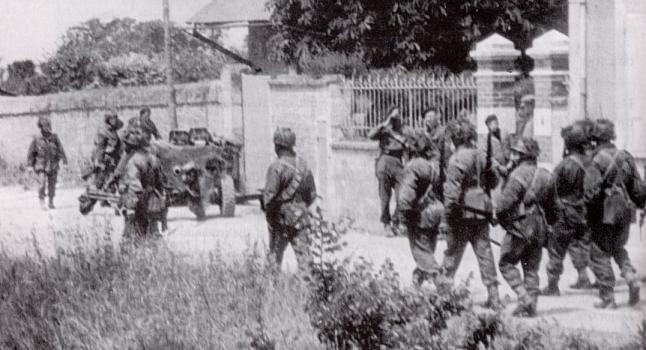
Lính dù Anh thuộc Tiểu đoàn Nhảy dù số 9, Lữ đoàn Nhảy dù số 3 tại Normandie.

Tiểu đoàn Nhảy dù số 9, Lữ đoàn Nhảy dù số 3 được giao nhiệm vụ: phá hủy Trận địa pháo Merville, chiếm ngôi làng Le Plein và cô lập mọi tuyến đường tiến vào ngôi làng, và chiếm sở chỉ huy Hải quân Đức Quốc Xã ở Sallenelles gần Sông Orne. Tuy nhiên, tiểu đoàn bị phân tán khắp nơi với một số đơn vị được thả ở vị trí khá xa so với bãi chỉ định. Tiểu đoàn trưởng, Trung tá Terence Otway, sau khi tập hợp được khoảng 160 lính dù (trong tổng số 600 lính dù), đã quyết định tiến hành cuộc tấn công do được lệnh phá hủy các khẩu pháo trước 5 giờ 30 phút sáng để ngăn ngừa việc các đơn vị đổ bộ tại Bãi Sword bị pháo kích. Khi công binh Anh bắt đầu kích nổ ngư lôi Bangelore để mở đường tiến công, Otway đã dẫn đầu đơn vị của ông xung phong vào trận địa pháo. Quân Đức bất ngờ bởi những tiếng nổ và nhanh chóng tổ chức bắn trả, gây thương vong nặng cho lính dù Anh. Chỉ có bốn lính dù thuộc nhóm tấn công Lô cốt số 4 sống sót, và họ nhanh chóng phá hủy kính ngắm của khẩu pháo và cho lựu đạn vào các lỗ thông khí để tiêu diệt lính Đức nấp ở bên trong. Các lô cốt còn lại bị vô hiệu hóa bởi lựu đạn và lựu đạn phốt pho trắng sau khi các tổ vận hành Đức quên khóa chặt cửa vào. Nhiều lính Đức bị bắt làm tù binh. Lính dù Anh nhận ra những khẩu pháo đặt tại đây không phải mẫu 150 mm mới nhất, mà là các khẩu pháo dã chiến 100 mm thời Thế chiến I của Tiệp Khắc. Lính dù Anh đã dùng đủ mọi loại thuốc nổ để phá hủy các khẩu pháo. Họ dùng lựu đạn Gammon để phá hủy mội khẩu pháo và làm hư hại nòng pháo của những khẩu còn lại. Tuy nhiên, việc phá hủy này không được triệt để khi có ít nhất một khẩu pháo đã được đưa vào hoạt động trở lại khi quân Đức tái chiếm trận địa. Sau khi hoàn thành cuộc tấn công, nhóm lính dù tập hợp tù binh Đức và những người bị thương và rút lui. Tiểu đoàn không có radio và khi tuần dương hạm HMS Arethusa không nhận được tín hiệu nào sau 5 giờ 30 phút sáng, các tàu hải quân bắt đầu cuộc bắn phá vào trận địa pháo.
Nhờ sự dũng cảm của Trung tá Otway và lính dù của ông, nhiệm vụ cuối cùng của Sư đoàn Không vận số 6 trong Ngày D đã được hoàn thành. Sư đoàn Không vận số 6 được tiếp việc lúc 12 giờ trưa bởi các đơn vị của Lữ đoàn Đặc nhiệm số 1 đổ bộ tại Bãi Sword, và Lữ đoàn Đổ bộ Hàng không số 6 đổ bộ bằng tàu lượn lúc 21 giờ trong Chiến dịch Mallard.

## Đổ bộ đường biển

### Bãi Utah

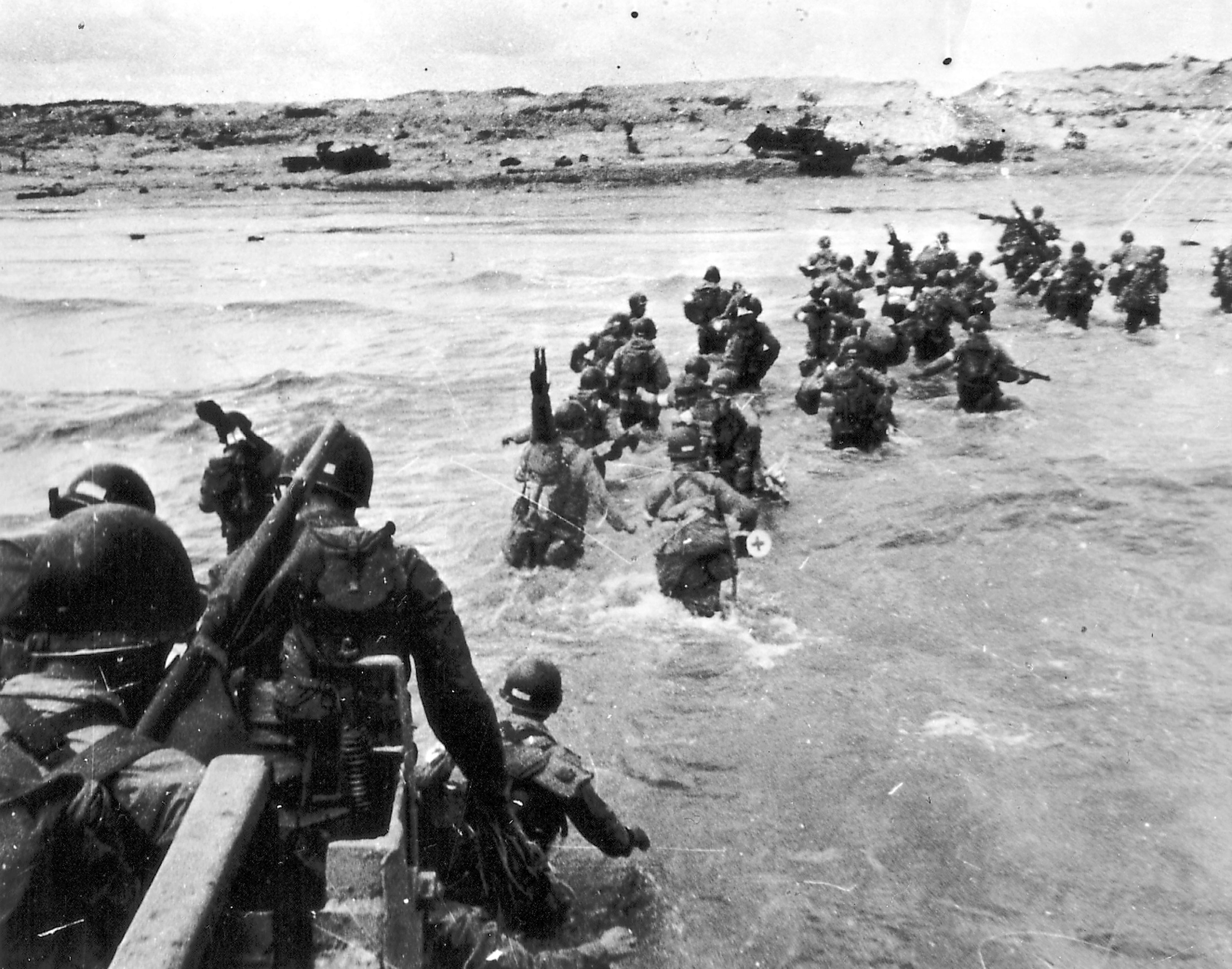
Lính Mỹ đổ bộ vào bãi biển Utah, 6 tháng 6 năm 1944.

Khu vực Bãi Utah được bảo vệ bởi hai tiểu đoàn của Trung đoàn Grenadier 919. Trung đoàn Bộ binh số 8 của Sư đoàn Bộ binh số 4 là đơn vị đầu tiên đổ bộ lúc 6 giờ 30 phút sáng. Do dòng chảy mạnh, toàn bộ xuồng đổ bộ chở quân đổ bộ Mỹ đã bị đẩy về phía nam, và đổ bộ tại vị trí cách khu vực chính thức khoảng 1,8 kilomét. Tuy nhiên, người Mỹ nhận ra rằng khu vực đổ bộ mới này có điều kiện thuận lợi hơn khi chỉ có duy nhất một cứ điểm phòng thủ của quân Đức, và cứ điểm này đã bị hư hỏng nặng sau khi bị máy bay ném bom Đồng Minh không kích trong buổi sáng. Ngoài ra, sóng lớn buổi sáng đã quét sạch nhiều chướng ngại vật được quân đội Đức lắp đặt dưới mặt nước biển. Phó chỉ huy Sư đoàn Bộ binh số 4, Chuẩn tướng Theodore Roosevelt Jr., đã ra quyết định "bắt đầu cuộc chiến ngay tại đây," và ra lệnh tiến hành cuộc đổ bộ tại vị trí mới thay vì quay về vị trí cũ. Các đơn vị bộ binh đổ bộ với sự hỗ trợ của 28 (trên tổng số 32) xe tăng Sherman DD của Tiểu đoàn Thiết giáp 70, cùng các đơn vị công binh lục quân và hải quân làm nhiệm vụ dọn dẹp chướng ngại vật trên bãi biển. Nhiều đoạn đê chắn sóng đã bị phá hủy để mở đường cho bộ binh và xe tăng tiến vào đất liền. Các toán chiến đấu bắt đầu rời bãi biển lúc 9 giờ sáng, nhiều đơn vị buộc phải lội qua các khu vực bị làm ngập nước do mật độ phương tiện và người lớn trên các con đường đắp cao. Họ liên tục giao tranh với các đơn vị của Trung đoàn Grenadier 919, và cứ điểm chính trong khu vực, cùng một cứ điểm khác cách đó 1,2 kilomét về phía nam đã bị vô hiệu hóa vào giữa trưa. Sư đoàn Bộ binh số 4 không hoàn thành được phần lớn mục tiêu đề ra, một phần là do họ đổ bộ quá xa về phía nam, nhưng họ đã đưa thành công 21.000 binh lính lên bờ và chỉ gặp thương vong 197 người.

### Mũi Hoc

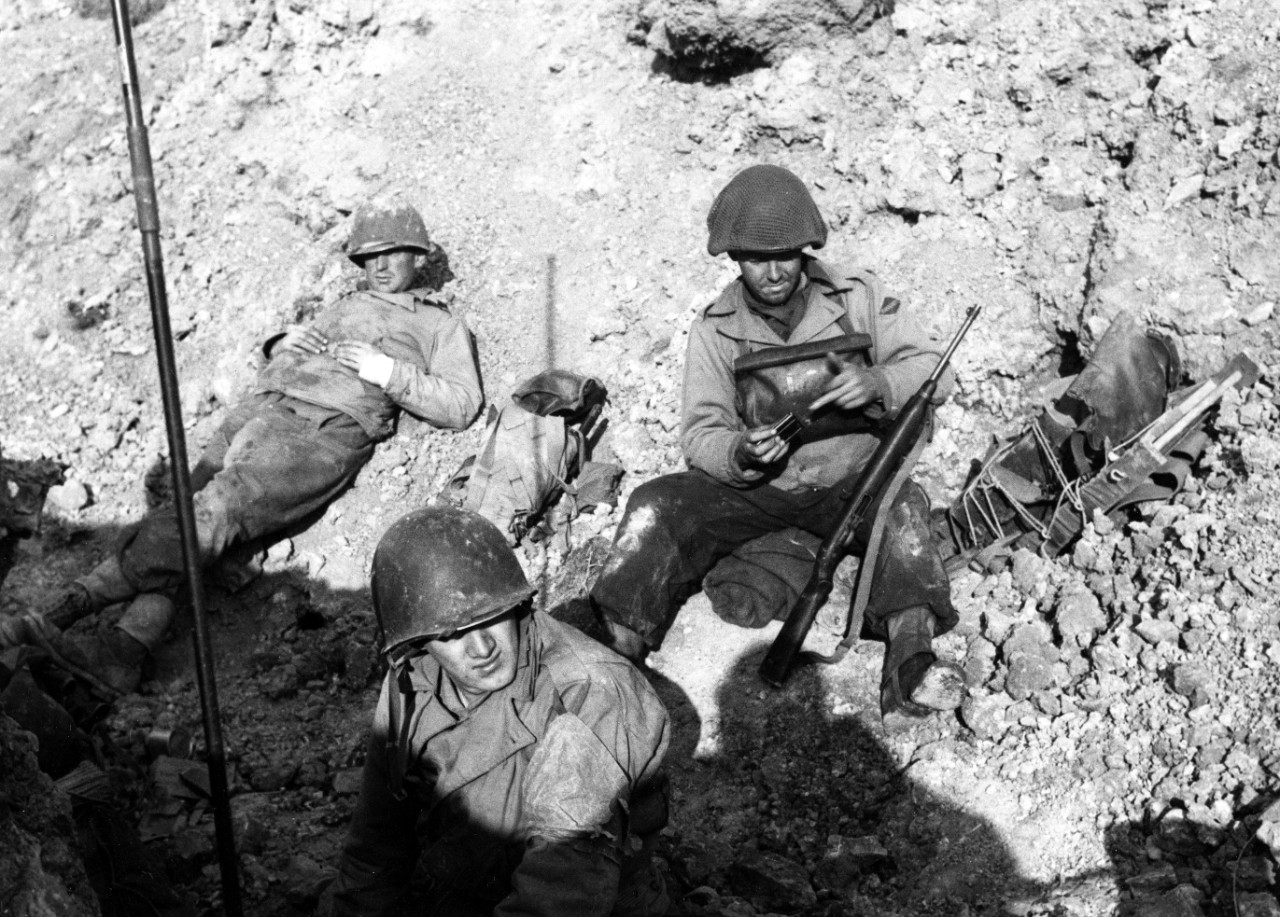
Lính Biệt kích thuộc Tiểu đoàn Biệt kích số 2 Hoa Kỳ đang nghỉ ngơi tại một hố bom lớn tại Mũi Hoc, sáng 6 tháng 6 năm 1944.

La Pointe du Hoc, hay Mũi Hoc, là một mũi đất cao khoảng 35 m nhìn ra Eo biển Manche, nằm giữa khu vực Bãi Utah và Omaha, được giao cho Tiểu đoàn Biệt kích số 2 của Trung tá James Rudder. Họ có nhiệm vụ trèo lên vách đá cao 30 mét bằng dây thừng gắn móc và thang để tiêu diệt những khẩu pháo phòng thủ bờ biển 155 mm được đặt trên vách đá. Vách đá được bảo vệ bởi các đơn vị thuộc Sư đoàn Bộ binh 325 và những người Pháp cộng tác với Đức Quốc Xã. Khi lính Biệt Kích bắt đầu leo lên vách đá, các tàu chiến Đồng Minh bao gồm thiết giáp hạm Texas, khu trục hạm Satterlee, Ellyson và khu trục hạm hộ tống Talybont bắt đầu khai hỏa để áp chế lực lượng quân Đức. Sau khi trèo lên vách đá, nhóm Biệt Kích phát hiện ra rằng mục tiêu chính của họ, những khẩu pháo 155 mm, đều không có mặt ở đó. Sau một lúc tìm kiếm, lính Biệt kích phát hiện ra cả năm khẩu pháo đều được ngụy trang kỹ sau các rặng cây, cách khu vực Mũi Hoc khoảng 550 mét về phía nam, và phá hủy chúng thành công bằng lựu đạn nhiệt nhôm. Lúc 9 giờ sáng, lực lượng Biệt Kích đã phong toả toàn bộ con đường từ Saint-Pierre-du-Mont tới Grandcamp phía sau Mũi Hoc. Tiểu đoàn Biệt Kích số 2 là đơn vị Mỹ đầu tiên hoàn thành nhiệm vụ trong Ngày D.
Dù lực lượng Biệt Kích đã chiếm thành công Mũi Hoc, họ vẫn hoàn toàn bị cô lập với các lực lượng Đồng Minh còn lại. Từ ngày 6 tới ngày 8 tháng 6, quân Đức liên tục tổ chức nhiều đợt phản công nhằm tái chiếm Mũi Hoc, nhưng đều bị lính Biệt Kích đánh bật ra. Tiểu đoàn Biệt Kích số 5 cùng các đơn vị thuộc Trung đoàn Bộ binh 116 đã cố gắng tiến về Mũi Hoc từ Bãi Omaha nhưng gặp kháng cự mạnh từ Trung đoàn Grenadier 914. Màn đêm buông xuống và quân Đức tiến hành các cuộc tấn công nhỏ lẻ. Họ nhiều lần chọc thủng phòng tuyến của Mỹ nhưng sau đó đều bị lính Biệt Kích đẩy lùi. Đạn dược gần cạn và quân tiếp viện vẫn chưa đến. Ngoài ra, nhiều lính Biệt Kích bị bắt làm tù binh vì tuyến phòng thủ của họ quá mỏng và các đơn vị bị phân tán.
Sáng ngày 8 tháng 6, quân tiếp viện Mỹ từ Bãi Omaha bao gồm Tiểu đoàn Biệt Kích số 5 và Tiểu đoàn 1, Trung đoàn Bộ Binh 116, cùng với xe tăng thuộc Tiểu đoàn Thiết giáp 743 bắt đầu tiến vào Mũi Hoc và giải cứu đơn vị của Trung tá Rudder. Bị áp đảo hoàn toàn, quân Đức phải rút lui về sông Aure, phía nam vị trí N13. Sau hai ngày chiến đấu, trong tổng số lực lượng Biệt Kích gồm 225 người ban đầu, 135 người tử trận, bị thương hoặc bị bắt làm tù binh, chiếm hơn 70% quân số. Chỉ còn 90 người còn khả năng chiến đấu. Thương vong của lính Đức trong thời điểm lính Biệt Kích chiếm vách đá chưa rõ, nhưng họ mất hơn 50 người, 40 người bị thương và khoảng 100 người bị quân Mỹ bắt làm tù binh trong các đợt phản công tái chiếm Mũi Hoc.

### Bãi Omaha

Tàu đổ bộ cỡ nhỏ USS LCI(L)-553 và USS LCI(L)-410 đang đổ quân tại Bãi Omaha, sáng 6 tháng 6 năm 1944.

Omaha, bãi biển được quân Đức phòng thủ chắc chắn nhất, được giao cho Sư đoàn Bộ binh số 1 và Sư đoàn Bộ binh 29. Họ phải đối mặt với quân phòng thủ thuộc Sư đoàn Bộ binh 352 của Đức. Dòng chảy mạnh đã đẩy nhiều xuồng đổ bộ về phía đông của vị trí dự định đổ bộ và khiến nhiều xuồng phải dừng lại ngoài khơi. Lo sợ sẽ ném trúng đội tàu đổ bộ bên dưới, các máy bay ném bom của Mỹ đã trì hoãn việc thả bom và kết quả là phần lớn số bom bị ném trượt khá xa vào trong đất liền, hầu hết các ổ đề kháng và chướng ngại vật ở Omaha vẫn còn nguyên vẹn khi binh lính Mỹ đổ bộ vào bãi biển. Nhiều xuồng đổ bộ bị mắc kẹt tại các đụn cát hoặc chướng ngại vật dưới biển, nên binh lính phải lội qua mực nước ngập đến tận cổ dài 50 - 100 mét dưới làn đạn súng máy và pháo cối của Đức để tiến vào bãi biển. Bất chấp biển dộng mạnh, các xe tăng Sherman DD của hai đại đội thuộc Tiểu đoàn Xe tăng 741 vẫn được thả cách bờ 4,6 kilomét để lội vào bờ. Kết quả là 27 trong tổng số 32 xe tăng bị sóng đánh chìm, cướp đi sinh mạng của 33 thành viên kíp lái. Bộ chỉ huy quân Đồng Minh tại khu vực Omaha sau đó quyết định ủi thẳng tàu đổ bộ vào bờ để thả xe tăng của Tiểu đoàn Xe tăng 743. Nhiều xe tăng, trong đó có nhiều xe bị bắn hỏng, đã tích cực bắn trả các ổ đề kháng của Đức để yểm trợ cho các toán bộ binh Mỹ tiến ra khỏi bãi biển.
Lúc 7 giờ 50 phút sáng, Chuẩn tướng Norman "Dutch" Cota - phó chỉ huy trưởng Sư đoàn Bộ binh 29, trực tiếp dẫn đầu một cuộc xung phong lên các vách đá cao tại Phân khu Dog Green. Họ làm dùng ngư lôi Bangalore để dọn dẹp các chướng ngại vật và hàng rào dây thép gai. Hai muơi phút sau đó, Tiểu đoàn Biệt kích số 5 bắt đầu tấn công, mở thêm nhiều đường tiến vào đất liền. Khi các toán binh sĩ đầu tiên bắt đầu trèo lên các vách đá cao, thương vong của quân Mỹ tại Omaha đã lên tới 2.000 người. Thương vong của các đơn vị công binh đã khiến việc dọn dẹp chướng ngại vật trên bãi biển gặp nhiều vấn đề, và việc đưa phương tiện vào bờ buộc phải dừng lại lúc 8 giờ 30 phút sáng. Một nhóm khu trục hạm đã tiến vào gần bờ để bắn phá các khu công sự, ụ súng máy của Đức để hỗ trợ lính Mỹ tiến vào đất liền. Đến cuối buổi sáng, chỉ có khoảng 600 lính Mỹ đã vượt qua được hàng phòng thủ dày đặc của Đức và trèo lên được các ụ đất cao để tiếp tục chiến đấu. Đến giữa trưa, khi trận địa pháo của Đức bị tiêu diệt và nhiều ụ súng máy Đức dần cạn kiệt dạn dược, quân Mỹ bắt đầu mở nhiều tuyến đổ bộ ở trên bãi biển và tiêu diệt toàn bộ các ổ đề kháng để mở đường cho các phương tiện có thể tiến vào. Đầu cầu đổ bộ ở Omaha dần được quân Mỹ mở rộng trong những ngày tiếp theo, và mục tiêu trong Ngày D ở Bãi Omaha được hoàn thành vào Ngày D+3, tức ngày 9 tháng 6.

### Bãi Gold

Xe tăng Sherman của quân đội Anh, thuộc Đại đội A, Trung đoàn Kỵ binh Nottinghamshire, Lữ đoàn Thiết giáp số 8, đang đổ bộ vào bãi biển ở Phân khu Jig, Bãi Gold, 6 tháng 6 năm 1944.

Cuộc đổ bộ ở Bãi Gold mở màn lúc 7 giờ 25 phút sáng do sự khác nhau về thủy triều giữa khu vực đổ bộ của người Anh và người Mỹ. Gió lớn và biển động khiến các tàu đổ bộ gặp nhiều khó khăn, và các xe tăng Sherman DD được các xuống đổ bổ thả ở sát bãi biển thay vi thả ở ngoài khơi theo kế hoạch. Ba trong số bốn khẩu pháo đựoc đặt trong lô cốt tại Trận địa pháo Longues-sur-Mer đã bị hỏa lực pháo của các tuần dương hạm Ajax và Argonaut vô hiệu hóa lúc 6 giờ 20 phút sáng. Khẩu pháo thứ tư đã tích cực bắn phá vào các đơn vị người Anh trên bãi biển tới khi đầu hàng vào chiều ngày 7 tháng 6. Các đơn vị máy bay hỗ trợ đã thất bại trong việc vô hiệu hóa cứ điểm Le Hamel, có lớp tường dày và có tầm nhìn bao quát toàn bộ bãi biển. Khẩu pháo 75 mm của cứ điểm này tiếp tục hoạt động tới khi bị phá hủy bởi một chiếc Churchill AVRE lúc 16 giờ chiều. Cứ điểm thứ hai ở La Rivière, nơi đặt một khẩu pháo 88 mm, bị tiêu diệt bởi xe tăng Anh lúc 7 giờ 30 phút sáng.
Trong khi đó, lực lượng bộ binh Đồng Minh bắt đầu các đợt càn quét và tiêu diệt đơn vị Đức cố thủ tại những toà nhà dọc bãi biển và tiến sâu vào đất liền. Tiểu đoàn Đặc công 47 tấn công và đánh chiếm Port-en-Bessin vào ngày 7 tháng 6. Ở khu vực phía tây, Tiểu đoàn 1 thuộc Trung đoàn Hampshire nhanh chóng chiếm được Arromanches, và Lữ đoàn Bộ binh 69 ở khu vực phía đông đã liên kết thành công với lực lựong Canada ở Bãi Juno. Do vấp phải sự chống trả mãnh liệt của Sư đoàn Bộ binh 352, quân Anh phải mất gần một ngày để chiếm Bayeux. Thương vong của quân đội Anh ở Bãi Gold ước tính khoảng 1.000-1.100 người. Thương vong của quân Đức không rõ.

### Bãi Juno

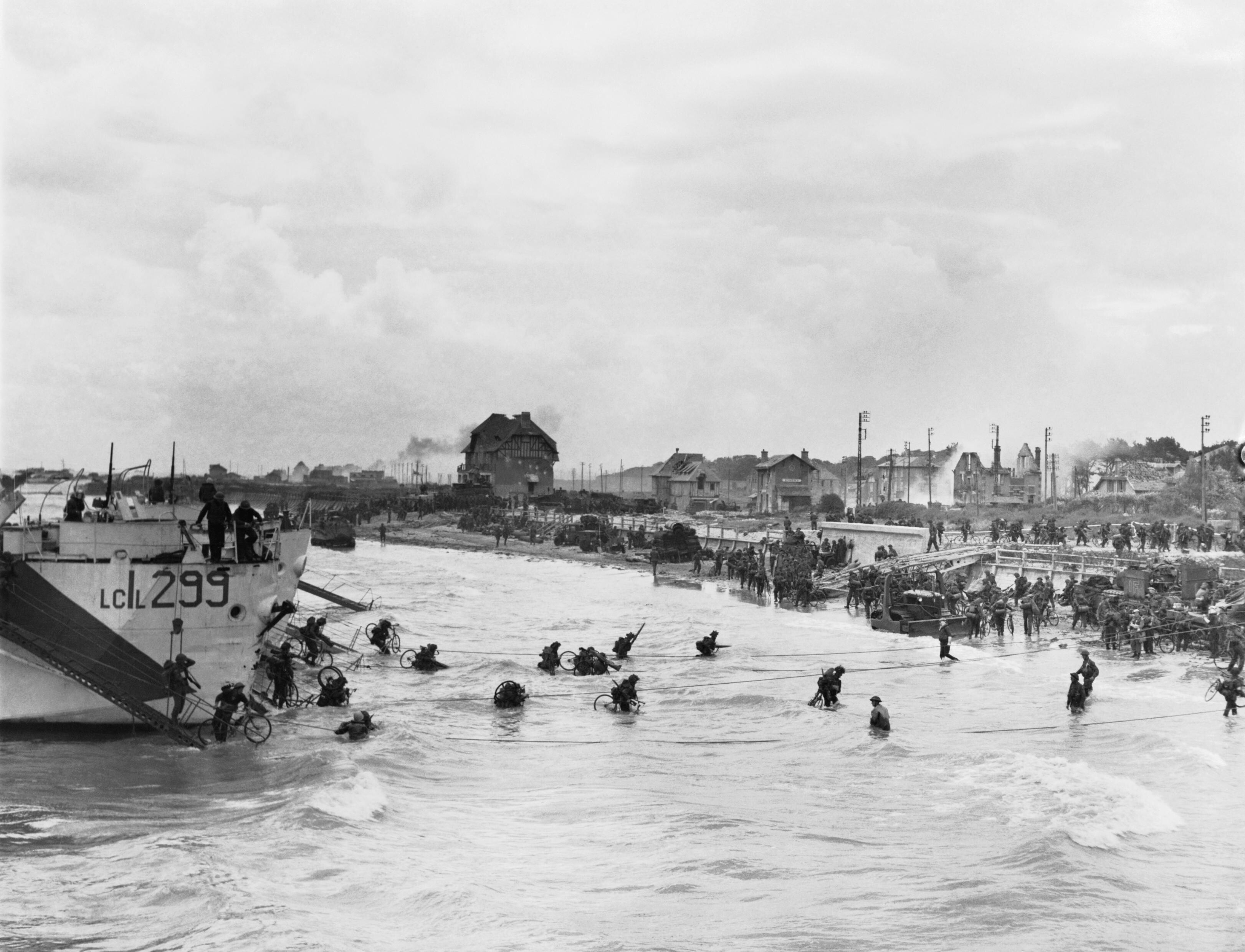
Lữ đoàn Bộ binh số 9 Canada đang đổ bộ vào khu vực Nan White, thuộc phân khu White tại Bãi Juno, đối diện Bernieres-sur-Mer, sáng 6 tháng 6 năm 1944.

Cuộc đổ bộ vào Bãi Juno gặp nhiều trì hoãn do biển động mạnh, khiến các đơn vị thiết giáp Anh và Canada bị đổ bộ chậm hơn so với các đơn vị bộ binh. Do không có sự trợ giúp kịp thời của xe tăng, các đơn vị bộ binh Canada trong đợt đổ bộ đầu tiên gặp phải thương vong nặng. Phần lớn các ổ đề kháng đặt dọc bãi biển đều còn nguyên vẹn do các trận pháo kích buổi sớm đều bắn trượt mục tiêu. Dù gặp nhiều khó khăn, quân đội Canada vẫn mở thành công nhiều đường tiến vào đất liền. Ở phân khu Mike, lính Canada đã dùng xác của một xe tăng Churchill AVRE và vài lớp gỗ lót đường để lấp một cái hố, sau đó thiết lập một cây cầu di động bên trên để các đơn vị thiết giáp có thể tiến vào đất liền. Xác chiếc Churchill vẫn nằm yên đó tới năm 1972, sau đó được di dời khỏi bãi biển và phục hồi nguyên trạng bởi lính Công binh Hoàng Gia. Tình trạng ách tắc diện rộng kéo dài từ bãi biển tới những con phố trong suốt Ngày D, khiến việc tến vào đất liền gặp nhiều trở ngại.
Các cứ điểm lớn của quân đội Đức bao gồm pháo 75 mm, ụ súng máy, lô cốt bê tông, hàng rào dây thép gai và mìn được đặt ở Courseulles-sur-Mer, St Aubin-sur-Mer, và Bernières-sur-Mer. Quân đội Canada phải giành giật từng căn nhà, con phố một tại các thị trấn khác nhau. Khi lính Canada tiến vào Bény-sur-Mer, cách bãi biển khoảng 5 kilomét, họ vấp phải hỏa lực phòng thủ mạnh từ những ụ súng máy, và phải di chuyển vòng sang hai bên sườn để tấn công trước khi có thể tiếp tục tiến lên. Các đơn vị thuộc Lữ đoàn Bộ binh số 9 Canada tiến sát Phi trường Carpiquet vào cuối buổi chiều, nhưng tại thời điểm đó các xe tăng Canada đã gần cạn kiệt đạn dược nên họ thiết lập phòng tuyến tạm thời và chờ qua đêm. Tuy vậy, phải đến tháng 7 cùng năm, quân đội Canada chiếm được phi trường hoàn toàn sau một loạt trận đánh ác liệt. Đến cuối Ngày D, một hành lang đổ bộ giữa Bãi Juno và Bãi Gold được thiết lập và bao trùm một khu vực rộng 19 kilomét và dài 10 kilomét. Thương vong của quân đội Canada tại Juno là 961 người.

### Bãi Sword

Chuẩn tướng Simon Fraser (Lord Lovat), đi lẻ ở bên phải đội hình, đang cùng Lữ đoàn Đặc nhiệm số 1 đổ bộ vào Bãi Sword.

Cuộc đổ bộ tại Sword bắt đầu lúc 3 giờ sáng bằng các đợt bắn phá của tàu chiến hải quân và các đợt không kích của máy bay ném bom Đồng Minh vào hệ thống phòng thủ của quân Đức. Lúc 7 giờ 25 phút sáng, các đơn vị đổ bộ đầu tiên bắt đầu tiến vào bãi biển. Dẫn đầu cuộc đổ bộ là các xe tăng lội nước Sherman DD thuộc Trung đoàn Hoàng Gia Hussars 13/18, được theo sau bởi Lữ đoàn Bộ binh số 8 và các đơn vị xe AVRE của Công binh Hoàng Gia với nhiều biến thể khác nhau. Công binh Hoàng Gia Anh bắt đầu tiến hành nhiệm vụ rà phá mìn và chướng ngại vật trên bãi biển dưới làn đạn của quân Đức bắn từ Đèo Périers ở phía nam Hermanville. Sự kháng cự của quân Đức tại bãi biển ban đầu khá mạnh, nhiều xe tăng Anh bị bắn hạ và gây nhiều thương vong cho quân đổ bộ; thủy triền lên nhanh khiến việc di chuyển của các xe thiết giáp gặp nhiều bất lợi và gây tình trạng tắc nghẽn nặng trên bãi biển. Chuẩn tướng Simon Fraser cùng Lữ đoàn Đặc nhiệm số 1 đổ bộ vào Sword trong đợt thứ hai. Các đơn vị đặc công Anh và Pháp vấp phải sự kháng cự mạnh khi đổ bộ vào bờ biển thị trấn Ouistreham, nằm ở điểm cực đông của Bãi Sword, nhưng vẫn tiêu diệt được các cứ điểm của quân Đức. Lữ đoàn Đặc nhiệm số 4 tiến công qua Ouistreham để có thể tiêu diệt các ổ đề kháng trên bãi biển từ phía sau. Lực lượng đặc công Pháp Tự Do, dưới sự chỉ huy của Trung tá Philippe Kieffer tấn công vào một cứ điểm mạnh ở khu vực Riva Bella với sự hỗ trợ của một xe tăng Sherman DD.
Cứ điểm 'Morris' gần Colleville-sur-Orne được quân Đồng Minh chiếm thành công sau khoảng một tiếng giao tranh. Cứ điểm 'Hillman', nơi đặt sở chỉ huy của Trung đoàn Bộ binh 736, một hệ thống cứ điểm phức tạp nhưng không gặp hư hại nào trong trận pháo kích buổi sáng, được quân Anh chiếm hoàn toàn lúc 20 giờ 15 phút. Tiểu đoàn 2 của Trung đoàn Bộ binh Hạng nhẹ King's Shropshire đã tiến công vào Caen, và khi chỉ cách trung tâm Caen vài kilômét, họ phải rút lui do không có sự hỗ trợ của xe tăng. Lúc 16 giờ, Sư đoàn Panzer 21 tổ chức một cuộc phản công vào khu vực nối giữa Bãi Sword và Bãi Juno, suýt chút nữa thành công trong việc chia cắt hai khu vực đổ bộ do gặp phải sự kháng cự mạnh của Sư đoàn Bộ binh số 3 Anh Quốc. Vào cuối Ngày D, 28.845 lính thuộc Quân Đoàn I đã đổ bộ thành công vào Bãi Sword với mức thương vong là 683 người.

## Kết quả

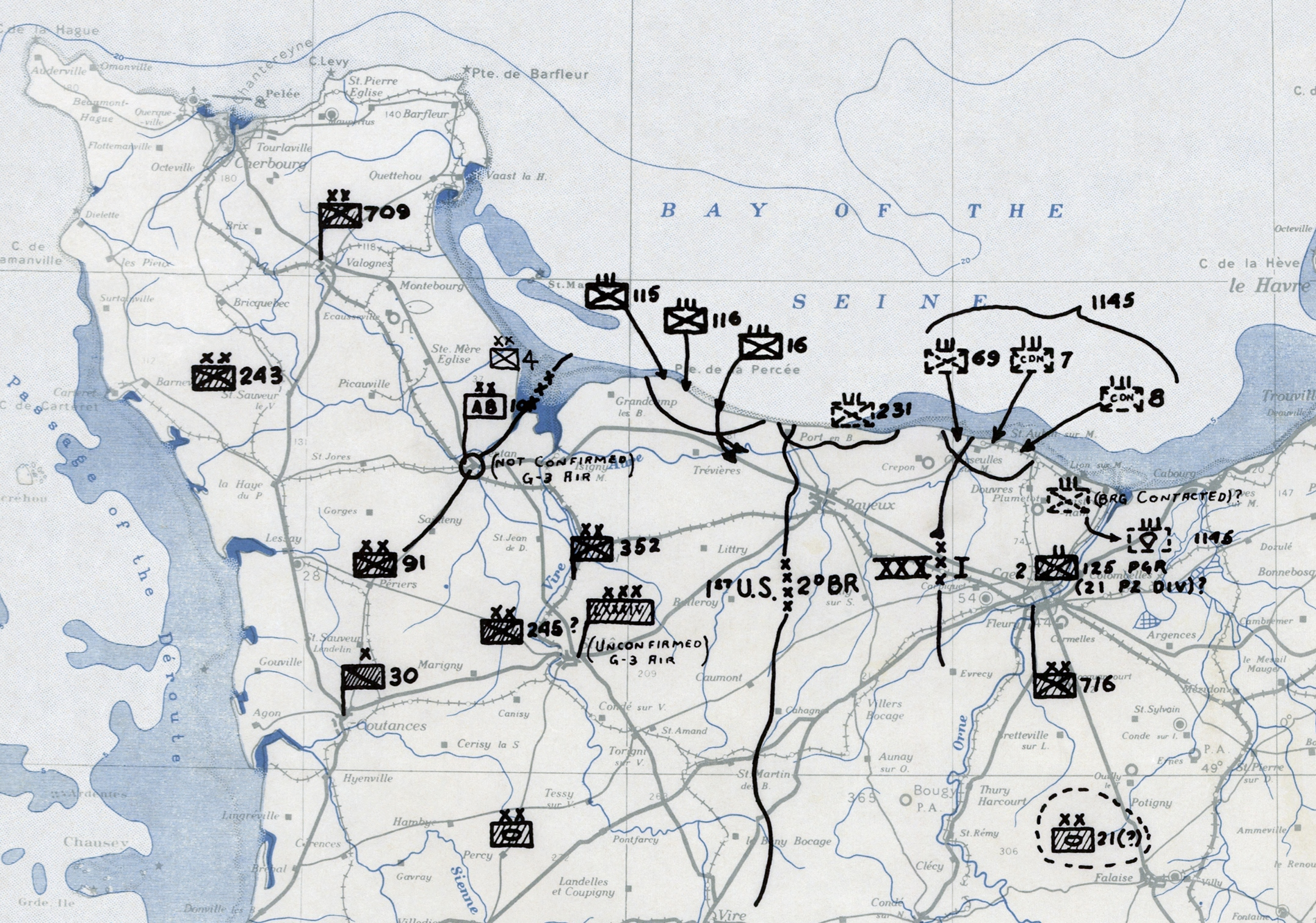
Bản đồ mặt trận Normandie tính đến thời điểm 24 giờ đêm ngày 6 tháng 6 năm 1944 (Ngày D).

Chiến dịch Neptune là chiến dịch đổ bộ đường biển lớn nhất lịch sử, với sự góp mặt của gần 5.000 tàu đổ bộ và tàu vận tải các loại, 289 tàu chiến hỗ trợ (bao gồm sáu thiết giáp hạm, bốn tàu monitor, 23 tuần dương hạm, 104 khu trục hạm và 152 hộ tống hạm) và 277 tàu quét mìn. Gần 160.000 lính Đồng Minh đã vượt Eo biển Manche và đổ bộ vào Normandie trong ngày đầu tiên, và có tổng cộng 875.000 lính Đồng Minh đã đổ bộ vào Normandie tính đến cuối tháng 6 năm 1944. Thương vong của quân Đồng Minh trong Ngày D là ít nhất 10.000 lính, trong số đó 4.414 lính được xác nhận là tử trận. Thương vong của quân Đức ước tính từ 4.000 tới 9.000 người. Trong số những mục tiêu chính của chiến dịch, bao gồm chiếm giữ Carentan, Saint-Lô, Caen, và Bayeux trong Ngày D (6 tháng 6) và toàn bộ các bãi biển (ngoại trừ Utah) được liên kết với nhau để tạo thành một đầu cầu đổ bộ lớn rộng từ 10 đến 16 kilomét, không mục tiêu nào được hoàn thành. Chỉ có hai trong số năm bãi biển (Juno và Gold) liên kết được với nhau trong ngày đầu tiên, và năm bãi biển được liên kết với nhau thành công vào ngày 12 tháng 6. Tính đến thời điểm đó, quân Đồng Minh đã mở rộng mặt trận lên gần 100 kilomét và tiến sâu được 24 kilomét vào trong đất liền. Caen, một mục tiêu chính, được quân Đức bảo vệ thành công trong Ngày D và chỉ rơi vào tay quân Đồng Minh vào ngày 21 tháng 7. Mặc dù quân đội Đức đã ra lệnh cho những thường dân Pháp (ngoại trừ những người cần thiết cho mục đích chiến đấu) di tản khỏi các khu vực có tiềm năng xảy ra chiến sự tại Normandie, thương vong thường dân Pháp trong khu vực khá cao, ước tính đạt khoảng 3.000 người trong Ngày D và Ngày D+1 (7 tháng 6).
Chiến thắng của quân Đồng Minh ở Normandie là do nhiều yếu tố khác nhau. Việc xây dựng Bức tường Đại Tây Dương của quân đội Đức mới chỉ hoàn thành một phần, không lâu trước Ngày D. Rommel báo cáo rằng việc xây dựng mới chỉ hoàn thành 18% ở một số khu vực vì các nguồn lực đã được chuyển đi nơi khác. Chiến dịch đánh lạc hướng Fortitude đã thành công và đã khiến quân Đức phải dàn trải quân của họ ra một đường bờ biển khổng lồ. Quân Đồng Minh đã đạt được và duy trì hiệu quả ưu thế trên không, đồng nghĩa với việc quân Đức không thể biết được các hoạt động chuẩn bị đang diễn ra ở Anh và không thể can thiệp bằng các cuộc tấn công bằng máy bay ném bom. Cơ sở hạ tầng giao thông ở Pháp đã bị phá hủy nghiêm trọng bởi máy bay ném bom Đồng Minh và quân Kháng chiến Pháp, khiến quân Đức gặp nhiều khó khăn trong việc triển khai các đơn vị tiếp viện và tiếp tế vào mặt trận. Dù các trận pháo kích không đạt hiệu quả tại nhiều khu đổ bộ, nhưng các xe thiết giáp chuyên dụng đã hoạt động hiệu quả (ngoại trừ Bãi Omaha) bằng việc cung cấp các hỏa lực pháo hỗ trợ và dọn đường cho bộ binh đổ bộ vào bãi biển. Sự thiếu quyết đoán và cơ cấu chỉ huy quá phức tạp của Bộ Tư lệnh Tối cao Đức cũng là yếu tố dẫn đến thành công của quân Đồng Minh.

## Tưởng niệm
Tại khu vực Bãi biển Omaha, những tàn tích của cảng nhân tạo Mulberry, cùng với vài chướng ngại vật của quân đội Đức vẫn còn tồn tại tại đây. Một đài tưởng niệm của Lực lượng Vệ binh Quốc Gia Hoa Kỳ được xây dựng ở vị trí của một cứ điểm cũ của Đức. Mũi Hoc không có sự thay đổi đáng kể từ năm 1944, với số lượng hố bom bao trùm khu vực và phần lớn hệ thống công sự vẫn còn nguyên vẹn. Đài Tưởng niệm và Nghĩa trang Liệt sĩ của Mỹ tại Normandie được xây dựng gần đó, tại Colleville-sur-Mer. Bảo tàng về cuộc đổ bộ ở Bãi Utah được xây dựng ở Sainte-Marie-du-Mont và một bảo tàng khác được xây dựng tại Sainte-Mère-Église để tri ân những người lính dù và phi hành đoàn Hoa Kỳ. Hai nghĩa trang liệt sĩ của Đức được xây dựng xung quanh Sainte-Mère-Église.
Cầu Pegasus, mục tiêu của Sư đoàn Không vận số 6 Anh Quốc, khu vực chứng kiến trận đánh đầu tiên trong Chiến dịch Neptune được thay thế bởi một cây cầu tương tự vào năm 1994. Cây cầu gốc được tháo ra và đặt cạnh bảo tàng trong khu vực. Trận địa pháo Longues-sur-Mer cùng khu vực Cảng B thuộc Cảng nhân tạo Mulberry vẫn được bảo quản tốt tại Arromanches. Bảo tàng Trung tâm Bãi biển Juno, được mở cửa vào năm 2003 và được tài trợ bởi Chính phủ Canada, Pháp và những cựu chiến binh Canada. Đài tưởng niệm Lính Anh ở Normandie tại Bãi Gold, được thiết kế bởi kiến trúc sư Liam O'Connor, bắt đầu mở cửa cho du khách viếng thăm vào năm 2021.

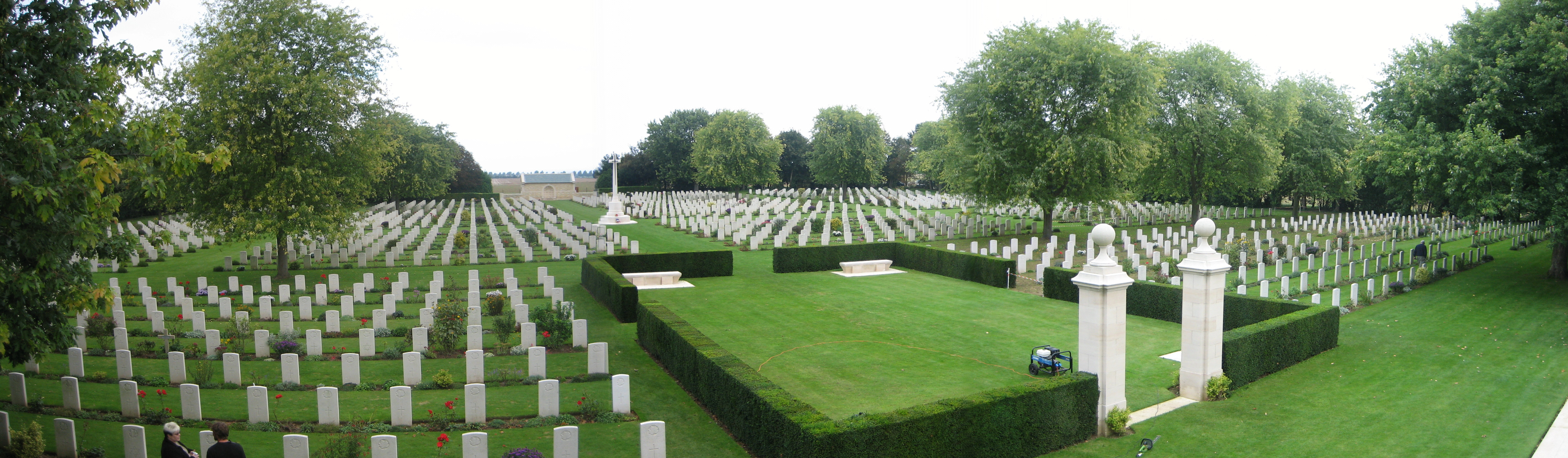
Nghĩa trang Liệt sĩ Canada tại Bény-sur-Mer
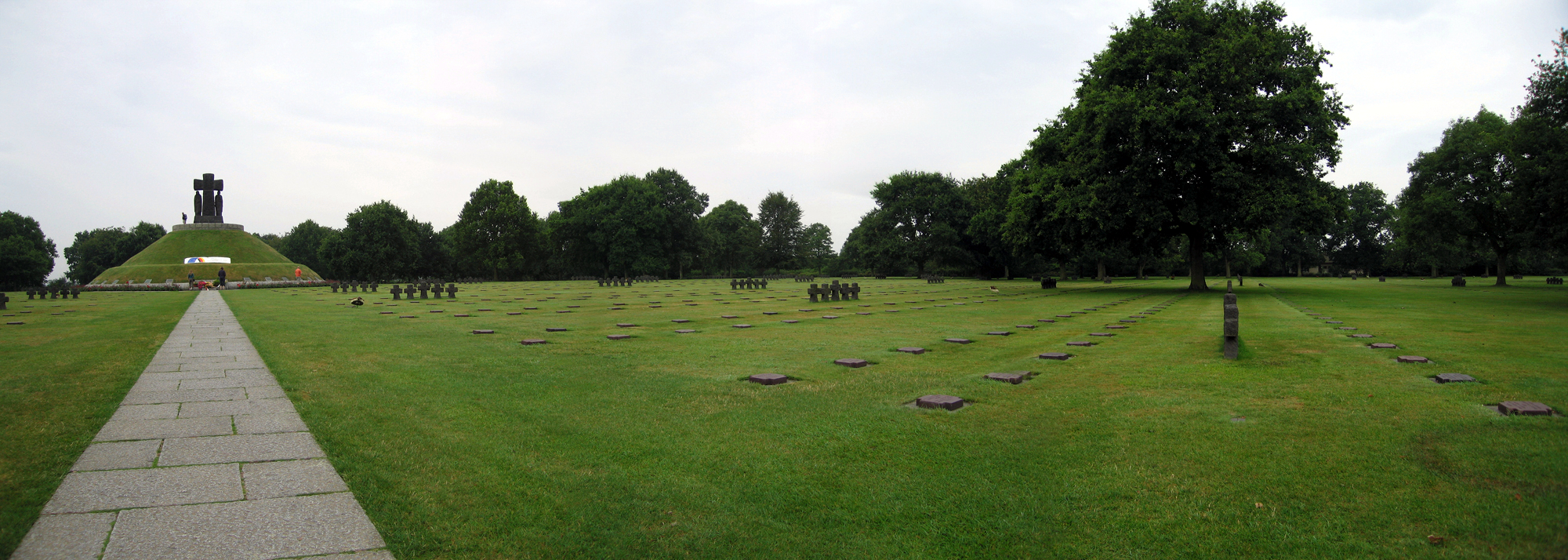
Nghĩa trang Liệt sĩ Đức La Cambe, gần Bayeux.
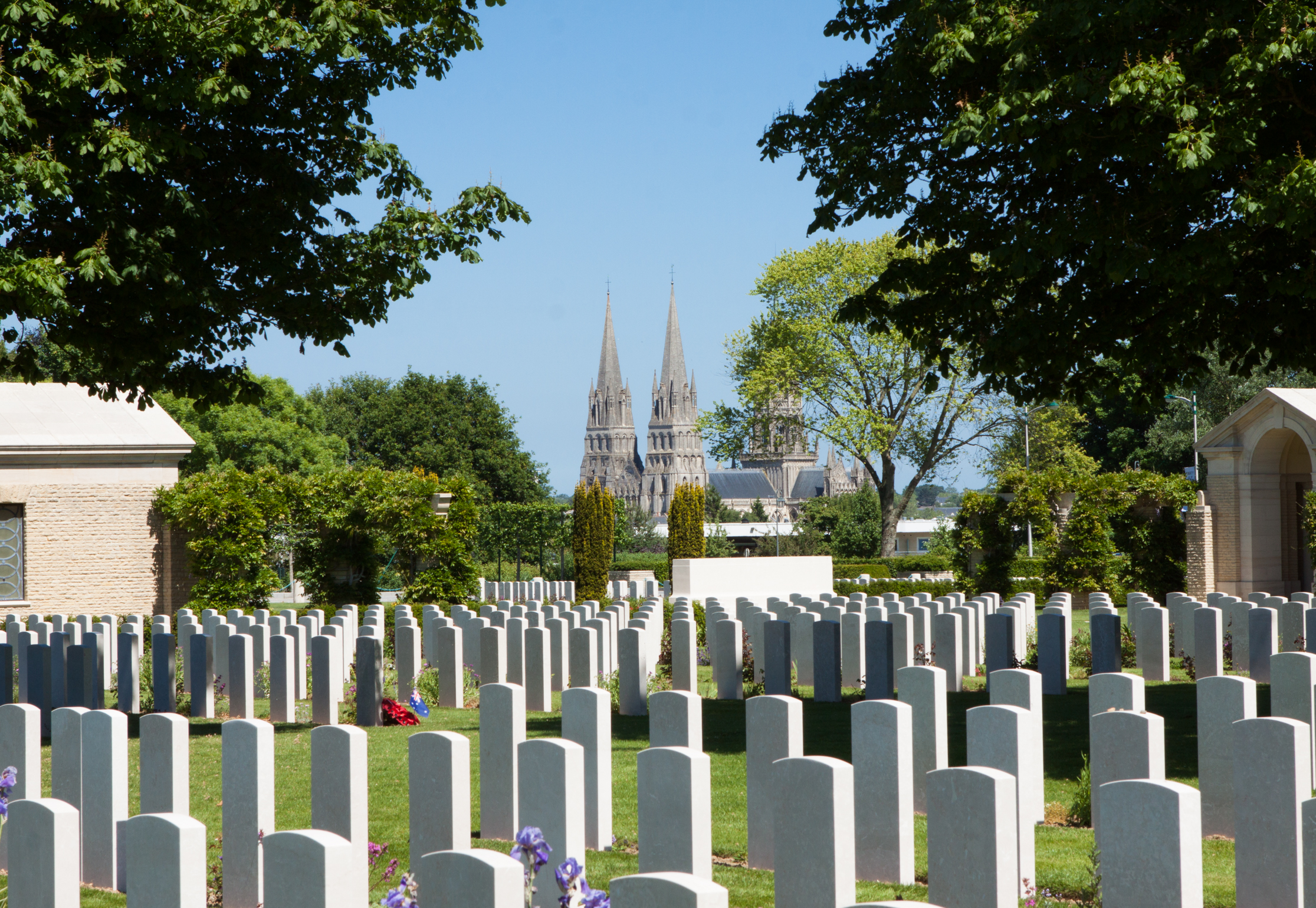
Nghĩa trang Liệt sĩ Khối Thịnh vượng chung tại Bayeux.
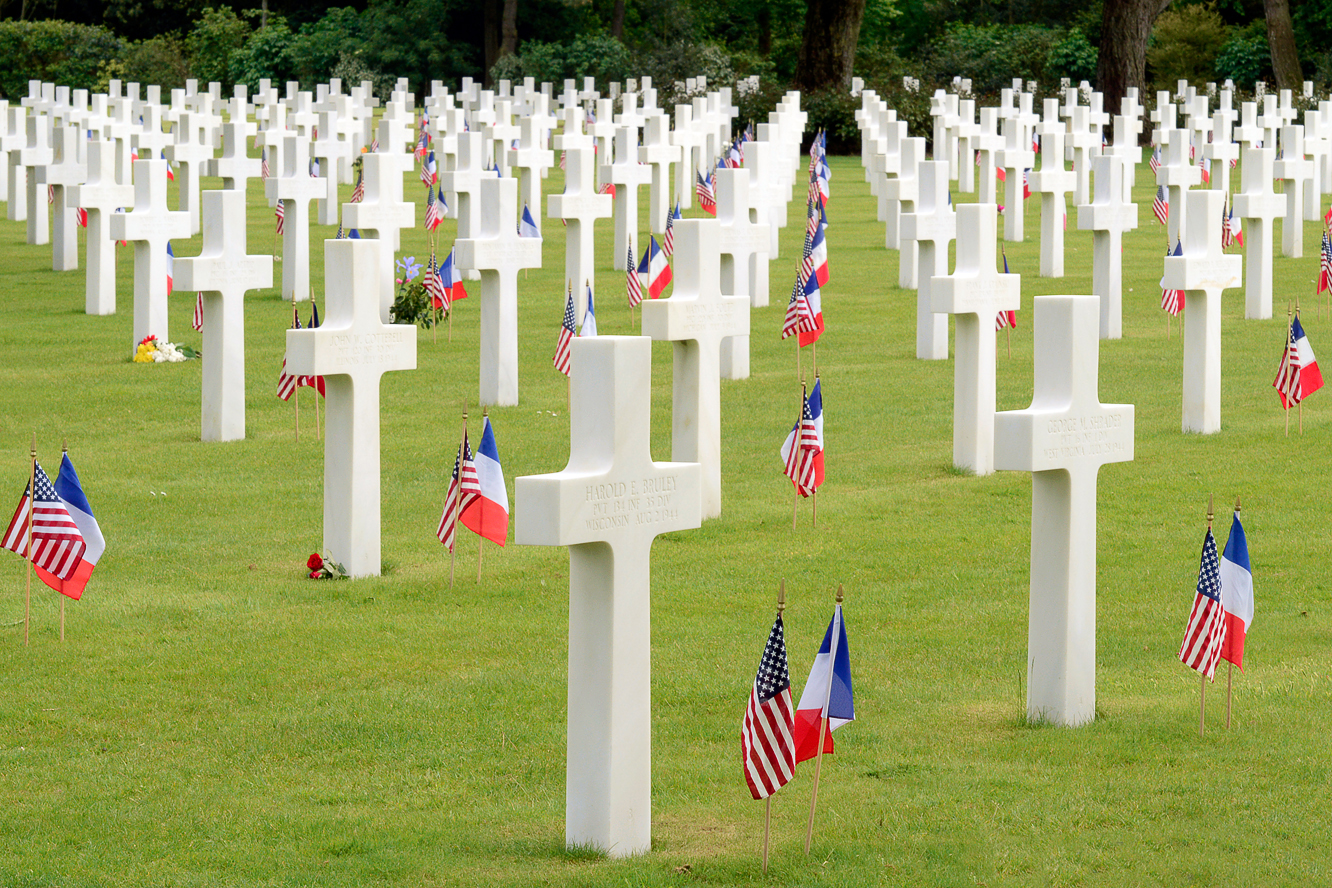
Đài Tưởng niệm và Nghĩa trang Liệt sĩ Mỹ tại Normandie, nhìn ra Bãi Omaha.

## Trong văn hóa đại chúng

### Sách
- The Longest Day - Cornelius Ryan (1959)
- D-Day: The Battle for Normandy - Antony Beevor (2009)
- Neptune: The D-Day Landings and the Allied Invasion of Europe - Craig Symonds (2014)

### Phim
- The Longest Day (1962)
- The Big Red One (1980)
- Saving Private Ryan (1998)
- Band of Brothers (2001)

### Sách tham khảo
- Ambrose, Stephen (1994) [1993]. D-Day June 6, 1944: The Climactic Battle of World War II. New York: Simon & Schuster. ISBN 978-0-671-67334-5.
- Beevor, Antony (2009). D-Day: The Battle for Normandy. New York; Toronto: Viking. ISBN 978-0-670-02119-2.
- Bickers, Richard Townshend (1994). Air War Normandy. London: Leo Cooper. ISBN 978-0-85052-412-3.
- Brown, Anthony Cave (2007) [1975]. Bodyguard of Lies: The Extraordinary True Story Behind D-Day. Guilford, CT: Globe Pequot. ISBN 978-1-59921-383-5.
- Caddick-Adams, Peter (2019). Sand and Steel: A New History of D-Day. London: Hutchinson. ISBN 978-1-84794-8-281.
- Churchill, Winston (1951) [1948]. Closing the Ring. The Second World War. Quyển V. Boston: Houghton Mifflin. OCLC 396150.
- Corta, Henry (1952). Les bérets rouges [The Red Berets] (bằng tiếng Pháp). Paris: Amicale des anciens parachutistes SAS. OCLC 8226637.
- Corta, Henry (1997). Qui ose gagne [Who dares, wins] (bằng tiếng Pháp). Vincennes, France: Service Historique de l'Armée de Terre. ISBN 978-2-86323-103-6.
- "D-Day and the Battle of Normandy: Your Questions Answered". ddaymuseum.co.uk. Portsmouth Museum Services. Bản gốc lưu trữ ngày 21 tháng 6 năm 2013. Truy cập ngày 5 tháng 4 năm 2022.
- Douthit, Howard L. III (1988). The Use and Effectiveness of Sabotage as a Means of Unconventional Warfare – An Historical Perspective from World War I Through Vietnam (PDF) (Luận văn). Wright-Patterson Air Force Base, Ohio: Air Force Institute of Technology. Bản gốc (PDF) lưu trữ ngày 8 tháng 1 năm 2020. Truy cập ngày 5 tháng 4 năm 2022. Lưu trữ ngày 8 tháng 1 năm 2020 tại Wayback Machine
- Ellis, L.F.; Allen, G.R.G.; Warhurst, A.E. (2004) [1962]. Butler, J.R.M (biên tập). Victory in the West, Volume I: The Battle of Normandy. History of the Second World War United Kingdom Military Series. London: Naval & Military Press. ISBN 978-1-84574-058-0.
- Escott, Beryl E. (2010). The Heroines of SOE: Britain's Secret Women in France. Stroud, Gloucestershire: History Press. ISBN 978-0-7524-5661-4.
- Flint, Edward R (2009). The development of British civil affairs and its employment in the British Sector of Allied military operations during the Battle of Normandy, June to August 1944 (Luận văn). Cranfield, Bedford: Cranfield University; Cranfield Defence and Security School, Department of Applied Science, Security and Resilience, Security and Resilience Group. hdl:1826/4017. OCLC 757064836.
- Folliard, Edward T. (ngày 12 tháng 6 năm 1942). "Molotov's Visit to White House, Postwar Amity Pledge Revealed". The Washington Post.
- Ford, Ken; Zaloga, Steven J. (2009). Overlord: The D-Day Landings. Oxford; New York: Osprey. ISBN 978-1-84603-424-4.
- Francois, Dominique (ngày 13 tháng 10 năm 2013). Normandy: From D-Day to the Breakout: June 6 – July 31, 1944. Minneapolis: Voyageur Press. ISBN 978-0-7603-4558-0.
- Garner, Tom (ngày 4 tháng 6 năm 2019). "D-Day's forgotten Greeks". History of War. Truy cập ngày 5 tháng 4 năm 2022.
- Gilbert, Martin (1989). The Second World War: A Complete History. New York: H. Holt. ISBN 978-0-8050-1788-5.
- Goldstein, Donald M.; Dillon, Katherine V.; Wenger, J. Michael (1994). D-Day: The Story and Photographs. McLean, Virginia: Brassey's. ISBN 978-0-02-881057-7.
- Haswell, John (1979). The Intelligence and Deception of the D-Day Landings. Batsford. ISBN 978-0713421224.
- Holland, James (ngày 5 tháng 6 năm 2014). "D-Day: Exploding the myths of the Normandy landings". edition.cnn.com. CNN.
- Hooton, Edward (1999) [1997]. Eagle in Flames: The Fall of the Luftwaffe. London: Arms and Armour. ISBN 978-1-86019-995-0.
- Horn, Bernd (2010). Men of Steel: Canadian Paratroopers in Normandy, 1944. Toronto: Dundurn Press. ISBN 978-1-55488-708-8.
- Liedtke, Gregory (ngày 2 tháng 1 năm 2015). "Lost in the Mud: The (Nearly) Forgotten Collapse of the German Army in the Western Ukraine, March and April 1944". The Journal of Slavic Military Studies. Quyển 28 số 1. tr. 215–238. doi:10.1080/13518046.2015.998134. ISSN 1351-8046. S2CID 144324751.
- Margaritis, Peter (2019). Countdown to D-Day: The German Perspective: The German High Command in Occupied France, 1944. Philadelphia; Oxford, UK: Casemate. ISBN 978-1-61200-769-4.
- Morison, Samuel Eliot (1962). History of United States Naval Operations in World War II. Quyển 11. The invasion of France and Germany, 1944–1945. Boston: Little, Brown. OCLC 757924260.
- Murray, Williamson (1983). Strategy for Defeat: The Luftwaffe, 1933–45. Washington: Brassey's. ISBN 978-1-57488-125-7.
- Napier, Stephen (2015). The Armoured Campaign in Normandy June–August 1944. Stroud: The History Press. ISBN 978-0-7509-6473-9.
- O'Connor, Mary (ngày 6 tháng 6 năm 2021). "British Normandy Memorial unveiled in France to honour veterans". BBC. Truy cập ngày 5 tháng 4 năm 2022.
- "Pegasus Bridge: The Bridge of the Longest Day". memorial-pegasus.org. Mémorial Pegasus D-Day Commemoration Committee. Bản gốc lưu trữ ngày 7 tháng 4 năm 2014. Truy cập ngày 5 tháng 4 năm 2022.
- Special Operations Research Office, Counter-insurgency Information Analysis Center, United States Army (1965). A Study of Rear Area Security Measures. Washington: American University.{{Chú thích sách}}:  Quản lý CS1: nhiều tên: danh sách tác giả (liên kết)
- Speer, Albert (1971) [1969]. Inside the Third Reich. New York: Avon. ISBN 978-0-380-00071-5.
- Staff (ngày 5 tháng 6 năm 2014). "D-Day: In the words of the BBC journalists". bbc.com. BBC News. Truy cập ngày 5 tháng 4 năm 2022.
- Stanley, Peter (ngày 6 tháng 6 năm 2004). "Australians and D-Day". Anniversary talks. Australian War Memorial. Bản gốc lưu trữ ngày 26 tháng 4 năm 2014. Truy cập ngày 5 tháng 4 năm 2022.
- Weigley, Russell F. (1981). Eisenhower's Lieutenants: The Campaign of France and Germany 1944–1945. Quyển I. Bloomington, Indiana: Indiana University Press. ISBN 978-0-253-13333-5.
- Weinberg, Gerhard (1995) [1993]. A World at Arms: A Global History of World War II. Cambridge: Cambridge University Press. ISBN 978-0-521-55879-2.
- Whitmarsh, Andrew (2009). D-Day in Photographs. Stroud: History Press. ISBN 978-0-7524-5095-7.
- Wilmot, Chester (1997) [1952]. The Struggle For Europe. Ware, Hertfordshire: Wordsworth Editions. ISBN 978-1-85326-677-5.
- Yung, Christopher D. (2006). Gators of Neptune: Naval Amphibious Planning for the Normandy Invasion. Annapolis: Naval Institute Press. ISBN 978-1-59114-997-2.
- Zaloga, Steven J; Johnson, Hugh (2005). D-Day Fortifications in Normandy. Oxford; New York: Osprey. ISBN 978-1-4728-0382-5.
- Zaloga, Steven J. (2009). Rangers Lead the Way: Pointe-du-Hoc, D-Day 1944. Oxford: Osprey. ISBN 978-1-84603-394-0.
- Zuehlke, Mark (2004). Juno Beach: Canada's D-Day Victory: June 6, 1944. Vancouver: Douglas & McIntyre. ISBN 978-1-55365-050-8.